# Éric Rohmer
Vous lisez un « bon article » labellisé en 2012.
Pour les articles homonymes, voir Rohmer et Schérer.
Maurice Schérer, dit Éric Rohmer [eʁik ʁomɛʁ], est un réalisateur français, né le 21 mars 1920 à Tulle (Corrèze) et mort le 11 janvier 2010 dans le 13e arrondissement de Paris. Il a réalisé vingt-trois longs métrages qui constituent une œuvre atypique et personnelle, en grande partie (les deux tiers) organisée en trois cycles : les Contes moraux, les Comédies et proverbes et les Contes des quatre saisons. Considéré, avec Jean-Luc Godard, François Truffaut, Claude Chabrol et Jacques Rivette, comme l'une des figures majeures de la Nouvelle Vague, il a obtenu en 2001 à la Mostra de Venise un Lion d'or pour l'ensemble de sa carrière.
Comme ses camarades de la Nouvelle Vague, Éric Rohmer a commencé sa carrière dans le cinéma comme critique. Après avoir rédigé ses premiers articles à la fin des années 1940, il rejoint les Cahiers du cinéma peu après leur création au début des années 1950. Il est rédacteur en chef de la revue de 1957 à 1963. Parallèlement à sa carrière de critique, il réalise tout au long des années 1950 des courts métrages et, en 1959, son premier long métrage, Le Signe du Lion. À la différence de ceux de Claude Chabrol, François Truffaut et Jean-Luc Godard, ses premiers films ne rencontrent aucun succès.
Évincé des Cahiers du cinéma par Jacques Rivette en 1963, Éric Rohmer travaille pour la télévision scolaire, pour laquelle il réalise des films pédagogiques. Dans le même temps, il entame la réalisation de ses Six contes moraux et s'assure une indépendance financière en créant avec Barbet Schroeder sa propre société de production, Les Films du Losange. Il rencontre un premier succès d'estime en 1967 avec La Collectionneuse, puis accède à une notoriété internationale avec les trois films suivants : Ma nuit chez Maud (1969), Le Genou de Claire (1970) et L'Amour l'après-midi (1972).
Au cours des années 1980, après deux films d'époque, adaptés d'œuvres littéraires (La Marquise d'O… et Perceval le Gallois), il réalise les six films du cycle Comédies et proverbes, puis, au cours des années 1990, le cycle des Contes des quatre saisons. Dans les années 2000, il revient à la réalisation de films d'époque avec un film sur la Révolution française (L'Anglaise et le Duc, 2001), un film sur une histoire d'espionnage dans les années 1930 (Triple agent) et une adaptation de L'Astrée (Les Amours d'Astrée et de Céladon).
Son cinéma se caractérise à la fois par l'importance du thème des rencontres amoureuses et de la séduction, par l'écriture et l'importance de ses dialogues, et par une grande économie de moyens. Malgré sa notoriété, Rohmer a souvent tourné dans des conditions proches de l'amateurisme, avec une équipe technique légère et une caméra 16 mm.

## Biographie

### Enfance et adolescence
Maurice Schérer naît le 21 mars 1920 à Tulle en Corrèze,, deux ans avant son frère, le futur philosophe René Schérer. Il est scolarisé à l'école élémentaire Sévigné à Tulle puis au lycée Edmond-Perrier. Il obtient son baccalauréat en mathématiques et en philosophie en 1937. Dès son enfance, il est déjà un grand lecteur et apprécie notamment Jules Verne, la comtesse de Ségur ou encore Erckmann et Chatrian. Il pratique aussi le dessin et la peinture et surtout le théâtre.
En septembre 1937, Maurice Schérer est admis en hypokhâgne au lycée Henri-IV à Paris. Il découvre alors les grands auteurs, comme Proust ou Balzac et la philosophie, notamment avec Alain, professeur au lycée Henri IV,,. C'est aussi à ce moment-là qu'il découvre le cinéma,. Au lycée Henri-IV, il rencontre notamment Maurice Clavel et Jean-Louis Bory.
En mai 1940, Maurice Schérer est mobilisé dans l'armée française. Il arrive le 9 juin à la caserne de Valence. Il est démobilisé le 22 juillet sans avoir été envoyé au front mais reste mobilisé dans un « groupement de jeunesse ». Il est surtout préoccupé par la préparation du concours de l'École normale supérieure auquel il échoue pour la seconde fois le 29 novembre. Libéré de ses obligations militaires le 31 janvier 1941, il rejoint Clermont-Ferrand où ses parents se sont installés en 1939 et suit des études de lettres classiques à la faculté. Durant l'année scolaire 1942-1943, il s'installe à Lyon avec son frère et prépare l'agrégation de lettres. Il échoue à l'agrégation mais obtient le certificat d'aptitude à l'enseignement dans les collèges (CAEC), ancêtre du CAPES, en lettres classiques et devient professeur au lycée,.
Il déménage à Paris à l'été 1943 et s'installe dans un hôtel de la rue Victor-Cousin. À cette époque, il nourrit des ambitions littéraires et rédige quelques nouvelles avant d'écrire en 1944 son premier et unique roman, Élisabeth. Publié en 1946 sous le pseudonyme de Gilbert Cordier, le livre ne rencontre pas le succès,,,,. La même année, son ancien camarade de classe à Henri-IV, Jean-Louis Bory, remporte le prix Goncourt avec Mon village à l'heure allemande.

### Critique de cinéma et apprenti cinéaste (1947-1963)
De 1947 à 1951, il anime le ciné-club du Quartier latin (CCQL) rue Danton avec Frédéric Froeschel. Il y rencontre Jean-Luc Godard et Jacques Rivette,. En 1950, il organise notamment une projection du Juif Süss, film de propagande nazie, ce qui suscite une polémique.

Rohmer publie son premier article de critique de cinéma dans La Revue du cinéma, alors dirigée par Jean George Auriol,. La même année, il publie dans Les Temps modernes « Pour un cinéma parlant » mais peu après, il quitte la revue après avoir écrit par esprit de provocation : 

« S'il est vrai que l'histoire est dialectique, il arrive un moment où les valeurs de conservation sont plus modernes que les valeurs de progrès. »

Lors du festival du film maudit de Biarritz en 1949, il fait la rencontre de Jean Douchet et de François Truffaut,. Cette même année, il invente avec Paul Gégauff le personnage d'Anthony Barrier, cinéaste fictif qu'il utilise comme pseudonyme.
Après la disparition de La Revue du cinéma en 1950, Éric Rohmer fonde la Gazette du cinéma, dans laquelle Jacques Rivette et Jean-Luc Godard publient leurs premiers articles critiques. La Gazette du cinéma ne compte que cinq numéros mais constitue pour ceux qui y participent une première expérience critique importante. André Bazin et Jacques Doniol-Valcroze créent les Cahiers du cinéma en 1951. Éric Rohmer, Jean Douchet, François Truffaut, Jean-Luc Godard et Jacques Rivette rejoignent chacun à leur tour la nouvelle revue,. Au sein de celle-ci, ce groupe de jeunes critiques devient de plus en plus influent, notamment après la publication de l'article de François Truffaut, « Une certaine tendance du cinéma français », en janvier 1954, qui attaque le cinéma français de « qualité » incarné par les scénaristes Jean Aurenche et Pierre Bost,. Les jeunes critiques ont en commun un goût pour Howard Hawks et Alfred Hitchcock. Rohmer publie d'ailleurs avec Claude Chabrol un ouvrage sur Hitchcock,,. Ils refusent de juger un film sur son scénario et s'intéressent avant tout à la mise en scène. Ils défendent aussi la « politique des auteurs ». Au sein du groupe des futurs réalisateurs de la Nouvelle Vague, Maurice Schérer fait figure de grand frère. Il a en effet dix ans de plus que Godard et Chabrol et douze de plus que Truffaut. Il est surnommé « le grand Momo » par ses amis.
Très tôt, Rohmer cherche à passer à la réalisation et réalise au cours des années 1950 de nombreux courts métrages : le Journal d'un scélérat en 1950, Présentation ou Charlotte et son steak en 1951 (avec Jean-Luc Godard), Les Petites Filles modèles en 1952, Bérénice en 1954 et La Sonate à Kreutzer (avec Jean-Luc Godard et Jean-Claude Brialy) en 1956. Présentation ou Charlotte et son steak, tourné en 1950, n'est sonorisé qu'en 1960 avec les voix d'Anna Karina, Jean-Luc Godard et Stéphane Audran. En 1958, il tourne Véronique et son cancre dans l'appartement de Chabrol. Il écrit aussi le scénario de Tous les garçons s'appellent Patrick ou Charlotte et Véronique, un court métrage réalisé par Godard en 1958.
Le choix de son pseudonyme, « Éric Rohmer », remonte au début des années 1950. Certains voient dans ce choix un double hommage à Erich von Stroheim et à Sax Rohmer. Rohmer lui-même explique qu'il l'a choisi sans raison particulière, uniquement parce qu'il aimait bien la sonorité.
En 1957, il devient rédacteur en chef des Cahiers du cinéma aux côtés d'André Bazin et de Jacques Doniol-Valcroze. En tant que rédacteur en chef, on lui reconnaît une certaine ouverture d'esprit. Michel Mourlet, par exemple, lui est reconnaissant de lui avoir permis de publier son manifeste mac-mahonien « Sur un art ignoré » dans les Cahiers en août 1959 alors même que celui-ci n'était pas dans la droite ligne éditoriale de la revue,. Il est finalement contraint de démissionner de la rédaction des Cahiers en 1963 et de laisser sa place à Jacques Rivette,.
En 1959, il réalise son premier long métrage, Le Signe du Lion, grâce au soutien financier de Claude Chabrol. Alors que Claude Chabrol, François Truffaut et Jean-Luc Godard connaissent chacun le succès avec Le Beau Serge, Les Quatre Cents Coups et À bout de souffle, Rohmer, le plus âgé de la bande, doit attendre 1962 pour que son film soit distribué et le film ne rencontre pas son public. Pierre Cottrell explique : « Le Signe du lion a mis trois ans à sortir et a été un échec cuisant. Pendant la première moitié des années 60, Rohmer, c’était un peu l’enfant déshérité de la Nouvelle Vague. »

### Contes moraux(1963-1972)

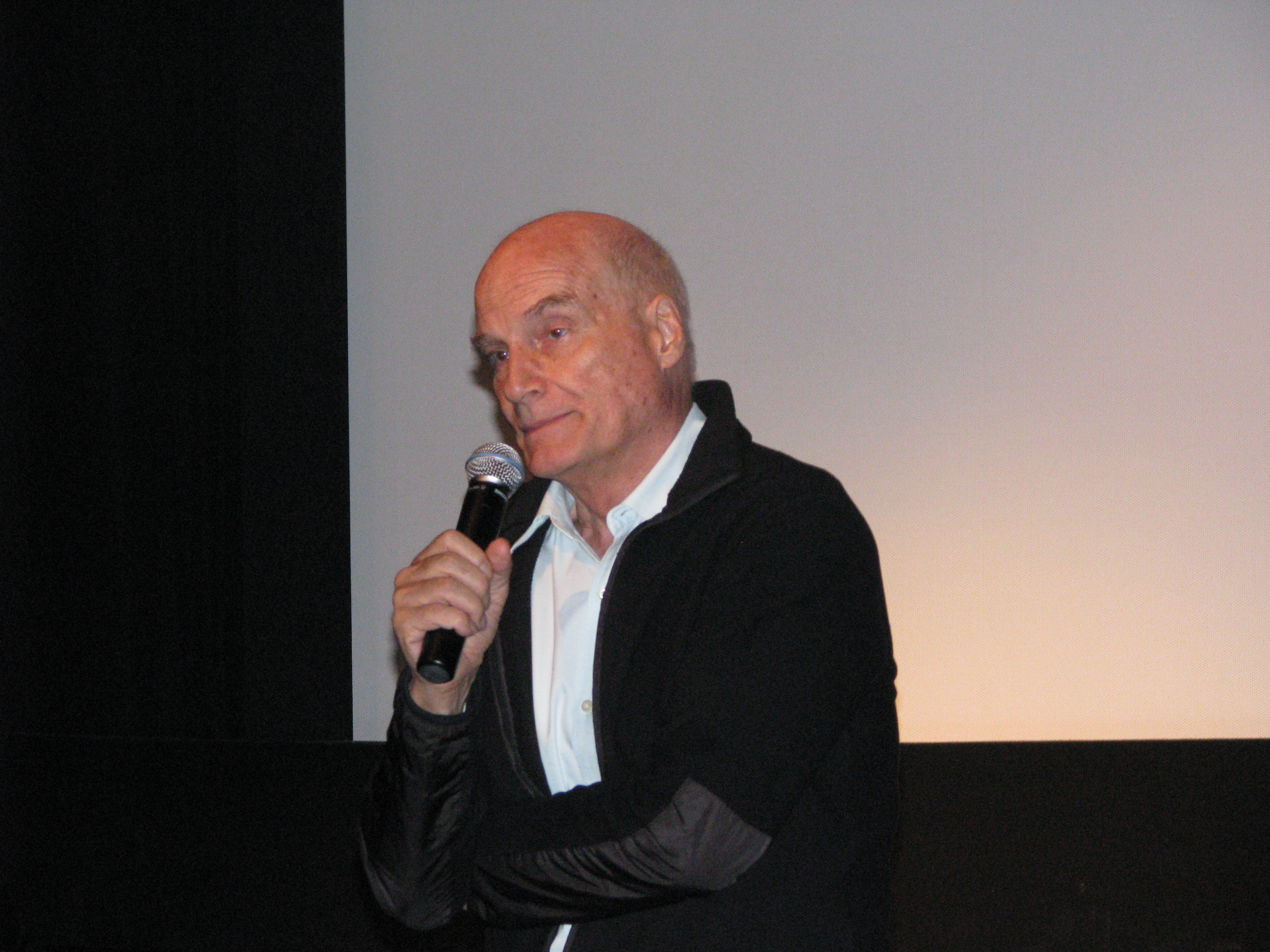
Barbet Schroeder a créé avec Éric Rohmer et Pierre Cottrell les Films du Losange. Il joue aussi le rôle principal dans La Boulangère de Monceau.

Avec Barbet Schroeder, il tourne les deux premiers films de la série des Contes moraux : La Boulangère de Monceau et La Carrière de Suzanne, en amateur. Les films sont tournés en 16 mm avec une caméra Beaulieu qui se remonte à la main, ce qui contraint à ne pas faire de plan de plus de vingt secondes. Pour diffuser ces films, Barbet Schroeder crée avec Rohmer et Pierre Cottrell la société Les Films du Losange. Ces deux premiers films ne sont distribués qu'en 1974.
Les Contes moraux se caractérisent par leur unité thématique : un homme à la recherche d'une femme en rencontre une autre et hésite avant de finalement revenir à la première. Dans La Boulangère de Monceau, le narrateur aborde une jeune femme qui lui plaît puis constatant son absence, commence à séduire la boulangère, mais quand la jeune femme réapparaît, il abandonne sans hésiter la boulangère. Dans La Carrière de Suzanne, Bertrand, amoureux de Sophie, hésite à lui préférer Suzanne. Dans Ma Nuit chez Maud, Jean-Louis, amoureux de Françoise, blonde et catholique, est tenté par Maud, brune et franc-maçonne mais choisit finalement de se marier à Françoise. Dans La Collectionneuse, Adrien, tenté par Haydée, décide finalement de rejoindre sa petite amie à Londres. Dans L'Amour l'après-midi, Frédéric, marié à Hélène, est tenté par Chloé mais au dernier moment il se ravise et rentre chez lui retrouver sa femme. Les films de cette série sont tous centrés sur un personnage masculin qui est tenté de déroger à ses principes ou à ses désirs mais à chaque fois, plus par hasard que par sa volonté, finit par adopter un comportement conforme à ses principes. Pour Rohmer, l'expression « conte moral » doit être entendue au sens littéraire du terme : « Du point de vue de la littérature, le moraliste est celui qui autrefois étudiait les mœurs et les caractères. Entrevus sous cet angle, mes films traitent de certains états d'âme. Mes Contes moraux sont l'histoire de personnages qui aiment bien analyser leurs pensées et leurs états d'esprit. »
Après son éviction des Cahiers du cinéma en 1963, il travaille pour la télévision scolaire et tourne des documentaires. Il réalise notamment des émissions littéraires sur Miguel de Cervantes, Edgar Allan Poe, Jean de La Bruyère, Blaise Pascal et Victor Hugo pour une série intitulée « En profil dans le texte », une émission sur Carl Theodor Dreyer et une émission sur les rapports entre le cinéma et les autres arts intitulée Le Celluloïd et le Marbre, pour la série « Cinéastes de notre temps »,. Il s'intéresse aussi dès cette époque à l'aménagement du territoire avec L’Ère industrielle: métamorphoses du paysage, un film en noir et blanc qui montre la transformation des paysages ruraux et urbains depuis le XIXe siècle.
En 1964, pour le tournage du court métrage Nadja à Paris, qui fait le portrait d'une étudiante américaine qui découvre Paris, il commence à travailler avec le chef opérateur Néstor Almendros. Leur collaboration perdure jusqu'au début des années 1980, au moment où après le succès des Nuits de la pleine lune, Rohmer cherche à revenir à un cinéma plus amateur avec Le Rayon vert.
En 1966, après avoir échoué à la commission d'avance sur recettes pour Ma nuit chez Maud, le troisième volet des Contes moraux, il tourne en amateur La Collectionneuse, initialement conçu comme le quatrième volet de la série. Même si le film est amateur, il est tourné en 35 mm et en couleurs,. Rohmer monte une première version muette et noir et blanc et Barbet Schroeder montre cette version à différents producteurs. C'est finalement Georges de Beauregard qui apporte l'argent pour finir le film et assurer sa distribution. Le film sort dans une seule salle parisienne, le studio Gît-le-Cœur, mais remporte l'Ours d'argent au festival de Berlin,.
Il finit par obtenir l'avance sur recettes pour Ma nuit chez Maud et le film sort sur les écrans en 1969. Pour la première fois, il peut tourner en son direct. Après avoir vu La Rosière de Pessac de Jean Eustache, il a voulu rencontrer Jean-Pierre Ruh qui s'était occupé de la prise de son sur le film et il a tout de suite voulu travailler avec lui. Ma Nuit chez Maud est tourné entièrement en son direct à l'exception de la scène finale sur la plage qui a été tournée une année auparavant sur l'île de Ré et qui a dû être post-synchronisée. La projection du film au festival de Cannes est catastrophique. Le film sort sur les écrans le 4 juin 1969 et c'est seulement à partir du mois de décembre qu'il devient un succès. Le film est projeté au festival du film de New York et y reçoit un accueil critique favorable. Il est ensuite nommé pour l'Oscar du meilleur scénario original, ce qui lui assure une diffusion mondiale immédiate, et donne à Rohmer une certaine notoriété,.
Le cinquième volet des Contes moraux, Le Genou de Claire (1971), est filmé au bord du lac d'Annecy. Comme pour La Collectionneuse, on retrouve des personnages en vacances. Le film confirme le succès du cinéaste (630 000 entrées en France). Ce dernier, ainsi que L'Amour l'après-midi, ont été distribués aux États-Unis.
L'Amour l'après-midi clôt le cycle des Contes moraux. Avec 900 000 entrées en France, le film est un succès. Dans l'ensemble des films de Rohmer, c'est le long métrage qui a eu le plus grand succès aux États-Unis.

### Littérature et théâtre (1972-1981)
Parallèlement à son travail de cinéaste, Rohmer poursuit une réflexion théorique sur le cinéma et soutient en 1972 une thèse de troisième cycle à l'université Paris-1 Panthéon-Sorbonne sur L'Organisation de l'espace dans le Faust de Murnau. La thèse est publiée en 1977,,. Il donne également un cours de mise en scène à l'université Paris-1 à partir de 1969 et jusque dans les années 1980. À partir de 1977, et jusqu'en 2001, Rohmer donne un cours hebdomadaire de cinéma à l'Institut d'art et d'archéologie de la rue Michelet à Paris.
Il fait aussi une apparition en tant qu'acteur dans le film de Jacques Rivette Out 1 : Noli me tangere (1971). Il y joue le rôle d'un spécialiste de l'œuvre d'Honoré de Balzac qui aide le personnage de Colin (Jean-Pierre Léaud) à interpréter l'Histoire des Treize.
Il revient à la télévision en 1973 pour tourner quatre émissions sur les villes nouvelles. L'intérêt de Rohmer pour cet urbanisme se retrouve ensuite dans ses films de fiction : il filme Marne-la-Vallée dans Les Nuits de la pleine lune et Cergy-Pontoise dans L'Ami de mon amie.

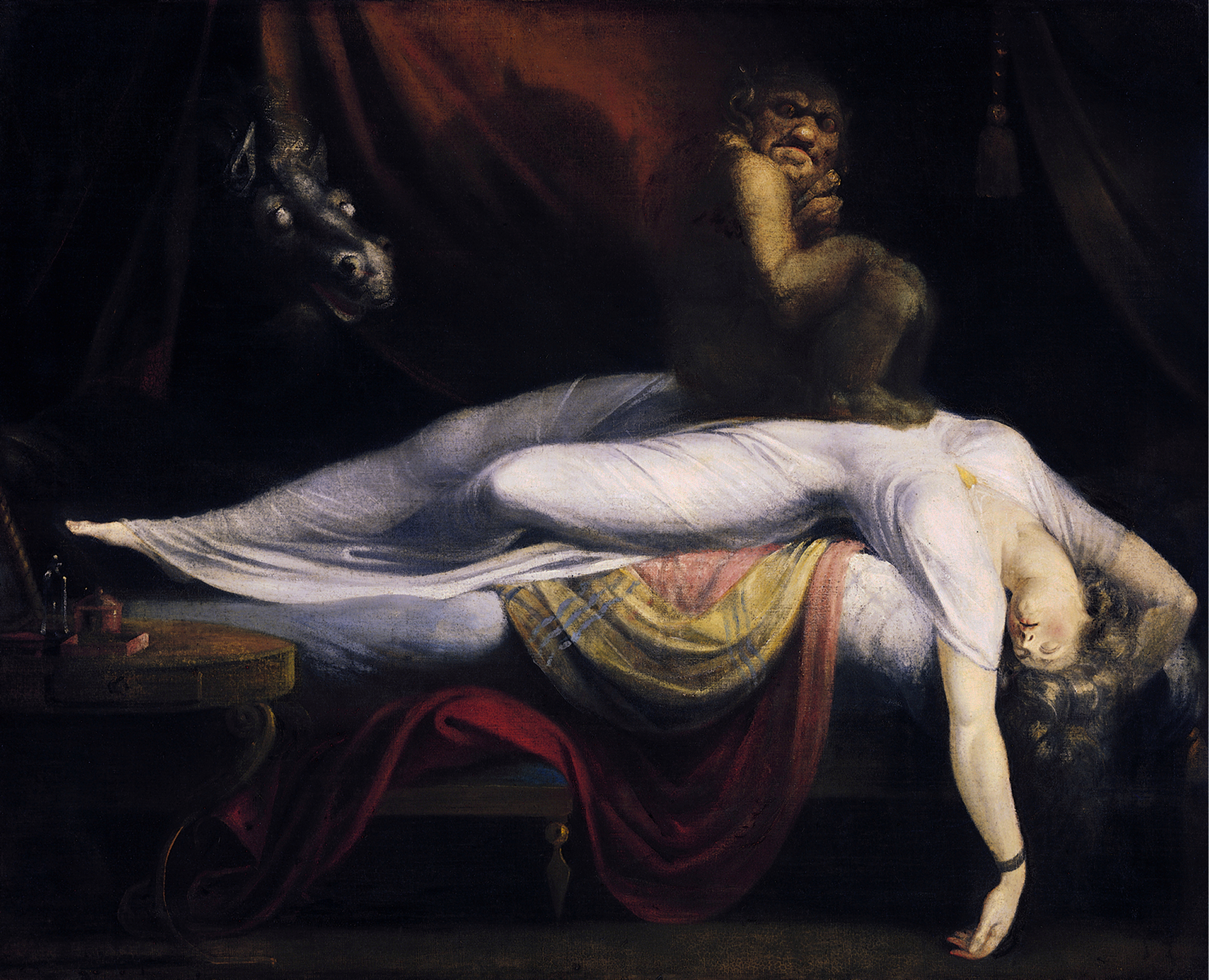
Le Cauchemar (1781) de Johann Heinrich Füssli. Dans La Marquise d'O..., Rohmer s'inspire librement de ce tableau dans un plan du film où le personnage principal est allongé dans la même position et sur un divan.

En 1976, Éric Rohmer réalise une première adaptation d'une œuvre littéraire au cinéma avec La Marquise d'O… d'après Heinrich von Kleist. Pour l'univers pictural du film, il s'inspire de l'esthétique du romantisme allemand et notamment de Johann Heinrich Füssli et Caspar David Friedrich. C'est le parti pris de Rohmer pour les films historiques. Dans un entretien qu'il accorde aux Cahiers du cinéma en mai 1981, il explique que pour retrouver la réalité d'une époque, il faut passer par la peinture. Le film rassemble 295 000 spectateurs en France.
En 1978, Rohmer porte à l'écran Perceval ou le Conte du Graal de Chrétien de Troyes avec les comédiens Arielle Dombasle et Fabrice Luchini, Perceval le Gallois. Rohmer prend le parti de représenter Perceval en adoptant les codes de représentations de l'époque de l'écriture du texte (le XIIe siècle). Ainsi, la représentation de l'espace dans le film est conforme aux règles de la peinture du Moyen Âge. Par exemple, comme dans la peinture du XIIe siècle, les personnages sont plus grands que le château ou que les arbres qui les entourent. Le film déroute le public (145 000 entrées,).

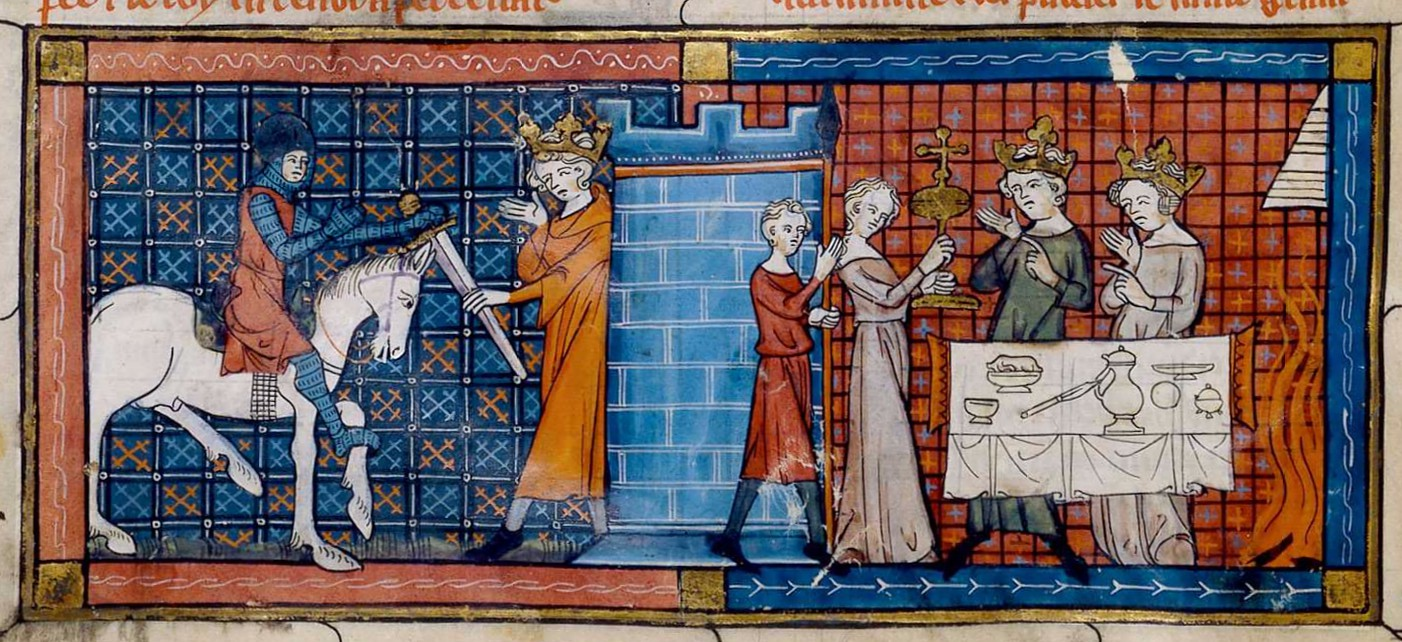
Rohmer adapte Perceval le Gallois à l'écran en prenant le parti d'adopter les codes de représentation de la peinture du XIIe siècle.

Il fait une première expérience au théâtre en 1979 avec la mise en scène de La Petite Catherine de Heilbronn de Heinrich von Kleist au théâtre des Amandiers à Nanterre, dans le cadre du festival d'automne. La distribution comprend notamment : Pascale Ogier, Arielle Dombasle, Marie Rivière, Rosette et Pascal Greggory. C'est d'ailleurs à cette occasion qu'il donne à l'actrice Françoise Quéré le surnom de « Rosette », qu'elle adopte ensuite comme nom de scène. Son interprétation de la pièce choque car il utilise des procédés cinématographiques au théâtre. Par exemple, des images de personnages filmés en gros plans sont projetées sur un écran pendant la représentation. La pièce est très mal reçue,,.

### Comédies et proverbes(1980-1990)
En 1980, il fonde une seconde société de production, la Compagnie Éric Rohmer. Cette seconde société produit exclusivement ses films alors que Les Films du Losange produisent de nombreux autres réalisateurs. Elle donne à Rohmer une plus grande indépendance. À partir de cette date, plusieurs films sont coproduits par Les films du Losange et la Compagnie Éric Rohmer.
En 1981, il inaugure la série Comédies et proverbes avec La Femme de l'aviateur. Dans cette série, chaque film illustre une phrase tirée de la sagesse populaire, inventée pour les besoins de la cause le cas échéant. Rohmer dit lui-même que le proverbe arrive à la fin mais que les films ne sont pas vraiment construits autour des proverbes : « c'est au dernier moment que je trouverai le proverbe parce qu'en un sens, c'est une mystification, les films ne sont pas vraiment construits sur les proverbes. D'ailleurs, c'est la règle du jeu, chez Musset aussi le proverbe arrive à la fin, on ne sait pas pourquoi. Par exemple « On ne saurait penser à tout », ce n'est que le mot de la fin. » Alors que dans les Contes moraux, l'histoire est toujours filmée du point de vue de l'homme, les films du cycle Comédies et proverbes sont centrés sur des personnages féminins. De même, les principes universels attachés aux personnages principaux des Contes moraux ont été remplacés par des proverbes.
Les Nuits de la pleine lune s'ouvre sur le proverbe « Qui a deux femmes perd son âme. Qui a deux maisons perd sa raison. » En fait, le proverbe est ici inventé de toutes pièces par Rohmer. La comédienne Pascale Ogier participe au choix des vêtements, de la décoration, de la musique et des lieux et fait du film un portrait de la jeunesse new wave des années 1980. Elle fait découvrir au cinéaste la musique d'Elli et Jacno. Pascale Ogier obtient le prix d'interprétation féminine à la Mostra de Venise. Elle meurt quelques jours après la sortie du film d'un arrêt cardiaque,. Rohmer renoue alors avec le succès avec 625 000 spectateurs en France. D'après le sociologue Michel Bozon, le film est l'un des premiers à mettre en scène la cohabitation sans mariage en tant que période d'essai du couple.
À côté de son travail personnel, il aime aussi participer aux projets des acteurs qui l'entourent. Il apparaît ainsi en 1982 dans Chassé-croisé, le premier film réalisé par Arielle Dombasle. Il tient la caméra dans la série Les Aventures de Rosette, une série de films de vacances réalisée par son actrice Rosette et tournée en Super 8 entre 1983 et 1987. Il réalise également un clip pour elle, intitulé Bois ton café, il va être froid et il est même perchman sur un court métrage de Haydée Caillot en 1985.
Après le succès des Nuits de la pleine lune, Rohmer cherche à revenir à un cinéma plus amateur et à s'encadrer d'une équipe technique réduite et jeune. À propos des Nuits de la pleine lune, il confie à sa productrice et collaboratrice Françoise Etchegaray : « Eh bien, je n'en peux plus… Je sais, d'ailleurs ce que vous me dites, c'est également ce que les critiques vont dire : c'est une œuvre admirable et ils vont me sortir toutes les références » et il ajoute : « Moi, je n'en peux plus, voilà… J'aimerais passer à autre chose et faire un film entièrement libre qui ne sera peut-être pas un film, qui sera peut-être une esquisse. » À partir de ce moment, il cesse de travailler avec son chef opérateur Néstor Almendros et s'entoure de techniciens plus jeunes et novices dans le métier (Diane Baratier, Pascal Ribier, Mary Stephen, Françoise Etchegaray et Lisa Heredia),.
Le Rayon vert est un film tourné dans des conditions très proches de l'amateurisme. Il est tourné en 16 mm avec un budget de 600 000 francs et une équipe technique extrêmement légère. Alors que Rohmer a l'habitude d'écrire avec précision ses dialogues, il choisit cette fois de laisser place à l'improvisation des acteurs. C'est le seul film de Rohmer qui soit entièrement improvisé.
Le film se termine par un plan sur un rayon vert. Il est très rare de pouvoir observer, et a fortiori filmer, ce phénomène et Rohmer est opposé à l'idée de recourir à un effet spécial. Il n'a pas eu la chance de filmer ce rayon vert sur le tournage même du film. Le plan a finalement été tourné aux Canaries, sept mois après la fin du tournage, par Philippe Demard. L'image a ensuite été retravaillée et notamment ralentie pour les besoins du film. Rohmer innove aussi dans sa stratégie de distribution en diffusant Le Rayon vert sur Canal+ trois jours avant sa sortie en salles,. Le film obtient le Lion d'or à Venise et fait 460 000 entrées en salles,. Rohmer enchaîne ensuite le tournage des Quatre aventures de Reinette et Mirabelle et de L'Ami de mon amie, dernier volet de la série des Comédies et proverbes.

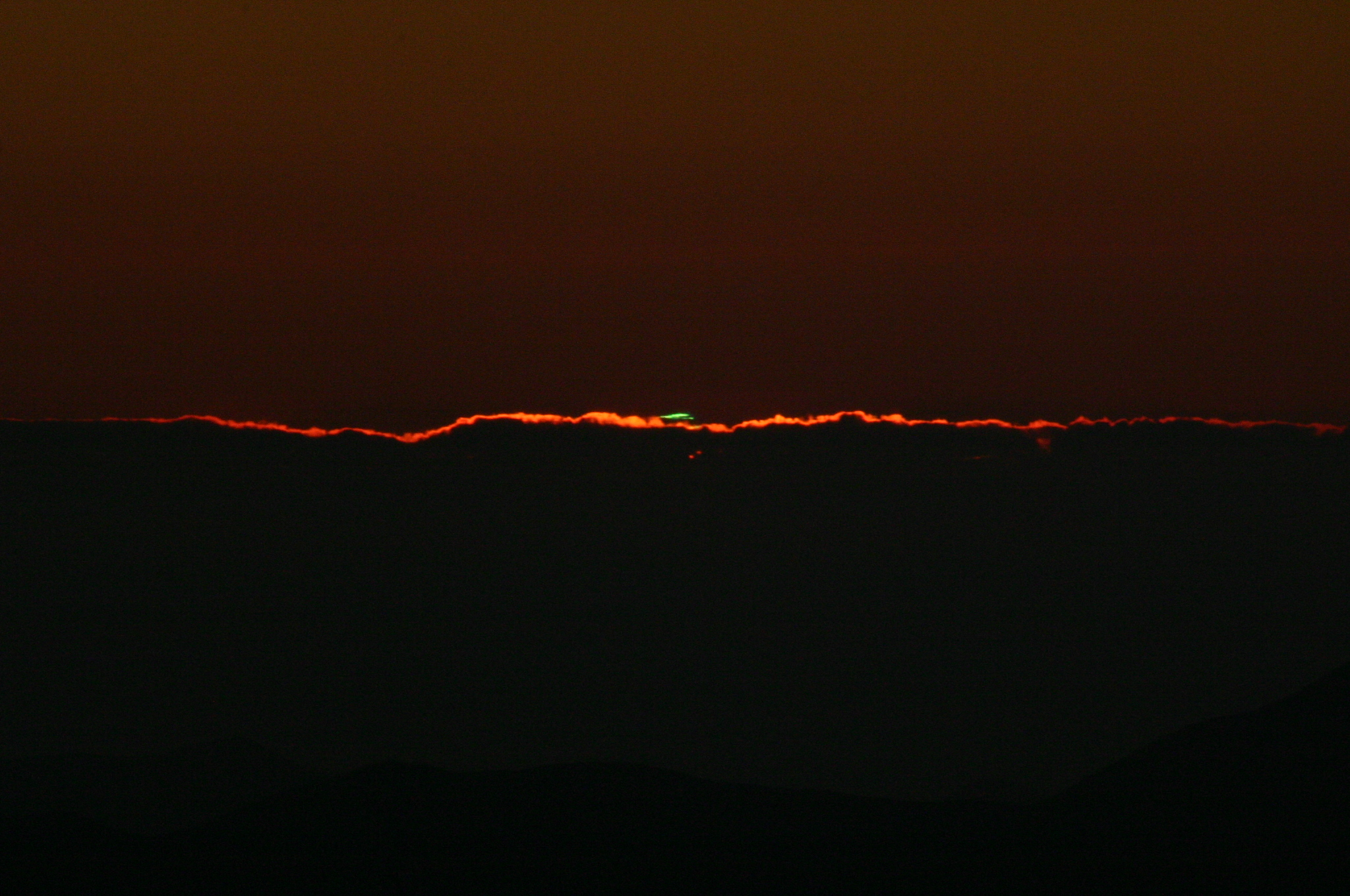
Pour le dernier plan de son film, Le Rayon vert, Rohmer refuse d'avoir recours à un trucage et cherche à filmer un rayon vert.

Après la mise en scène de La Petite Catherine de Heilbronn en 1979, Rohmer revient au théâtre en 1987 avec son unique pièce de théâtre, le Trio en mi-bémol, qu'il met en scène lui-même avec les comédiens Jessica Forde et Pascal Greggory.
En 1989, il réalise pour la télévision l'émission « Les jeux de société », un documentaire sur l'histoire des jeux de société qui s'inspire du travail des historiens Georges Duby et Philippe Ariès.
En 1990, il réalise le clip vidéo de la chanson Amour symphonique d'Arielle Dombasle.

### Contes des quatre saisons(1990-2000)
Les années 1990 sont marquées par les Contes des quatre saisons, dans lesquels le cinéaste poursuit son exploration des jeux et des hasards amoureux. À la différence de la série des Contes moraux, il n'y a pas ici de canevas préétabli qui fasse le lien entre les quatre films.
Avec le Conte d'hiver, Rohmer retrouve le thème du pari de Pascal au centre de Ma nuit chez Maud. Le personnage principal, Félicie, renonce aux deux hommes qu'elle n'aime que modérément et parie sur ses retrouvailles avec son véritable amour, Charles, avec qui elle a perdu contact par un hasard malheureux. 210 000 spectateurs vont voir le film
En 1993, juste avant les élections législatives françaises, Rohmer sort L'Arbre, le maire et la médiathèque dans lequel il aborde pour la première fois le thème de la politique. On retrouve aussi dans ce film le thème plus classique chez lui de l'aménagement du territoire. C'est le premier film entièrement produit par la Compagnie Éric Rohmer. Il a coûté 600 000 francs et a été revendu à Canal + pour 2,5 millions de francs. 175 000 spectateurs ont vu le film en France.
Les Rendez-vous de Paris est composé de trois sketchs, « Le rendez-vous de 7 heures », « Les bancs de Paris » et « Mère et enfant 1907 », une des unités du film en dehors du thème des amours contrariées, est lié à l'importance des références iconographiques, aussi bien Joan Miro que Picasso.
Après La Collectionneuse, Pauline à la plage et Le Rayon vert, Conte d'été s'inscrit dans la série des films de vacances. L'action se déroule cette fois à Dinard en Bretagne. 318 000 spectateurs vont voir le film.
Avec la Compagnie Éric Rohmer, il produit et réalise aussi des courts métrages avec ses proches collaboratrices, France de Diane Baratier, Les Amis de Ninon de Rosette, Des goûts et des couleurs, Heurts divers. À l'exception de France, Rohmer réalise tous ces films sur des histoires inspirées de ses collaboratrices mais ne signe que le « découpage » au générique du film et attribue le film à ses collaboratrices. Plusieurs de ces films sont diffusés ensemble au cinéma en 1998 sous le titre Anniversaires. Une autre série de six courts-métrages consacré aux arts picturaux et intitulés Le Modèle est sortie entre 1998 et 2009, dont La Cambrure (1999) de Edwige Shaki et Le Canapé rouge (2005) de Marie Rivière.
Rohmer clôt le cycle des Contes des quatre saisons avec Conte d'automne en 1998. Pour filmer l'automne, Rohmer choisit les paysages de la Drôme. Le film remporte un grand succès public (un million de spectateurs dans l'ensemble de l'Union européenne depuis sa sortie).

### Littérature et histoire (2000-2010)

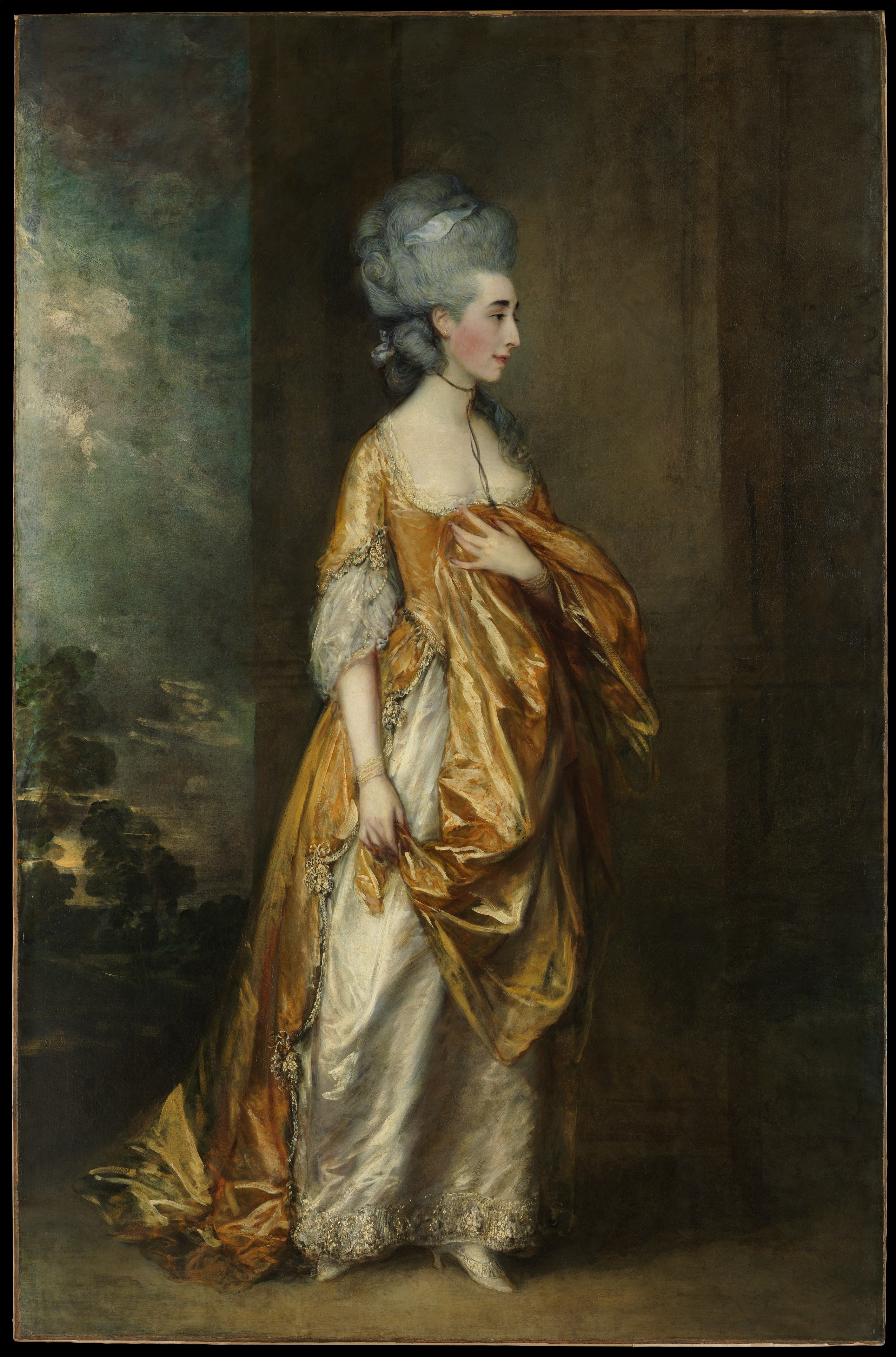
Dans L'Anglaise et le Duc, Éric Rohmer met en scène les mémoires de Grace Elliott.

Dans les années 2000, il tourne trois films d'époque : L'Anglaise et le Duc en 2001, Triple Agent en 2004 sur les années 1930 et Les Amours d'Astrées et de Céladon en 2007 à partir du texte d'Honoré d'Urfé.
L'Anglaise et le Duc s'inspire des mémoires de Grace Elliott, la maîtresse du duc d'Orléans pendant la Révolution française. Rohmer cherche à montrer la Révolution « comme la voyaient ceux qui l'ont vécue » et refuse de filmer en décor réel dans une ville qui ne soit pas Paris. Comme pour Perceval le Gallois, il conçoit le décor en s'inspirant des représentations picturales de l'époque où se déroule l'action. Pour représenter Paris, il utilise les possibilités du numérique pour incruster les acteurs filmés sur fond vert dans des tableaux peints sous sa direction reconstituant avec fidélité la topographie de l'époque et peints à la manière de la fin du XVIIIe siècle,. Comme le coût du film est élevé (40 millions de francs, soit 6,1 millions d'euros), il est produit en collaboration par la Compagnie Éric Rohmer et Pathé. Le film est tourné entièrement en studio en douze semaines. Au regret de certains observateurs comme Antoine de Baecque, le film n'est pas sélectionné au festival de Cannes mais rencontre un certain succès public (637 070 spectateurs dans l'ensemble de l'Union européenne depuis sa sortie).

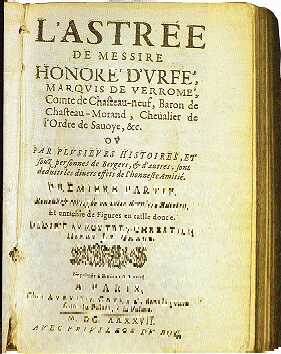
Les Amours d'Astrée et de Céladon est une adaptation cinématographique de L'Astrée.

Triple Agent surprend par son sujet. Pour la première fois, Rohmer s'intéresse à une histoire d'espionnage, en fait lié aux opérations des services secrets de l'URSS dans les milieux des Russes exilés. Mais, à la différence des films d'espionnage classiques, il ne se passe rien à l'écran en termes d'actions spectaculaires. Rohmer dit lui-même : « J'ai tout de suite pensé que l'histoire devait être montrée par la parole, pas par les faits. » L'action se situe à Paris dans les années 1930. Rohmer s'attache à respecter la langue et la diction de l'époque. Par exemple, les acteurs prononcent « fassiste » plutôt que « fachiste ». Pour la première fois de sa carrière, Rohmer utilise dans son film des images d'archives. Le film ne fait que 60 000 entrées en France,,. Si on considère l'ensemble des entrées dans l'Union européenne depuis la sortie du film, on obtient le chiffre de 133 793 entrées.
Enfin, avec son dernier long métrage Les Amours d'Astrée et de Céladon, il signe une troisième adaptation d'une œuvre littéraire après La Marquise d'O… et Perceval. C'est le réalisateur Pierre Zucca qui, le premier, avait eu le projet d'adapter L'Astrée au cinéma : bien qu'ayant rédigé un scénario, il n'avait jamais pu réaliser son film. Rohmer a découvert le roman d'Honoré d'Urfé grâce au scénario de Zucca, mais son projet d'adaptation est complètement différent de celui de Zucca. À l'inverse des précédents films d'époque tournés en studio, celui-ci est tourné entièrement en décor naturel. L'univers du film s'inspire des esthétiques picturales de Nicolas Poussin et de Jean-Honoré Fragonard. Le film est tourné en super 16. Il ne rencontre pas de succès et n'est pas vendu à l'étranger. Le film a fait 138 706 entrées dans l'Union européenne depuis sa sortie.
En 2011, le Festival du film de Belfort - Entrevues consacre une rétrospective à Éric Rohmer.

### Mort

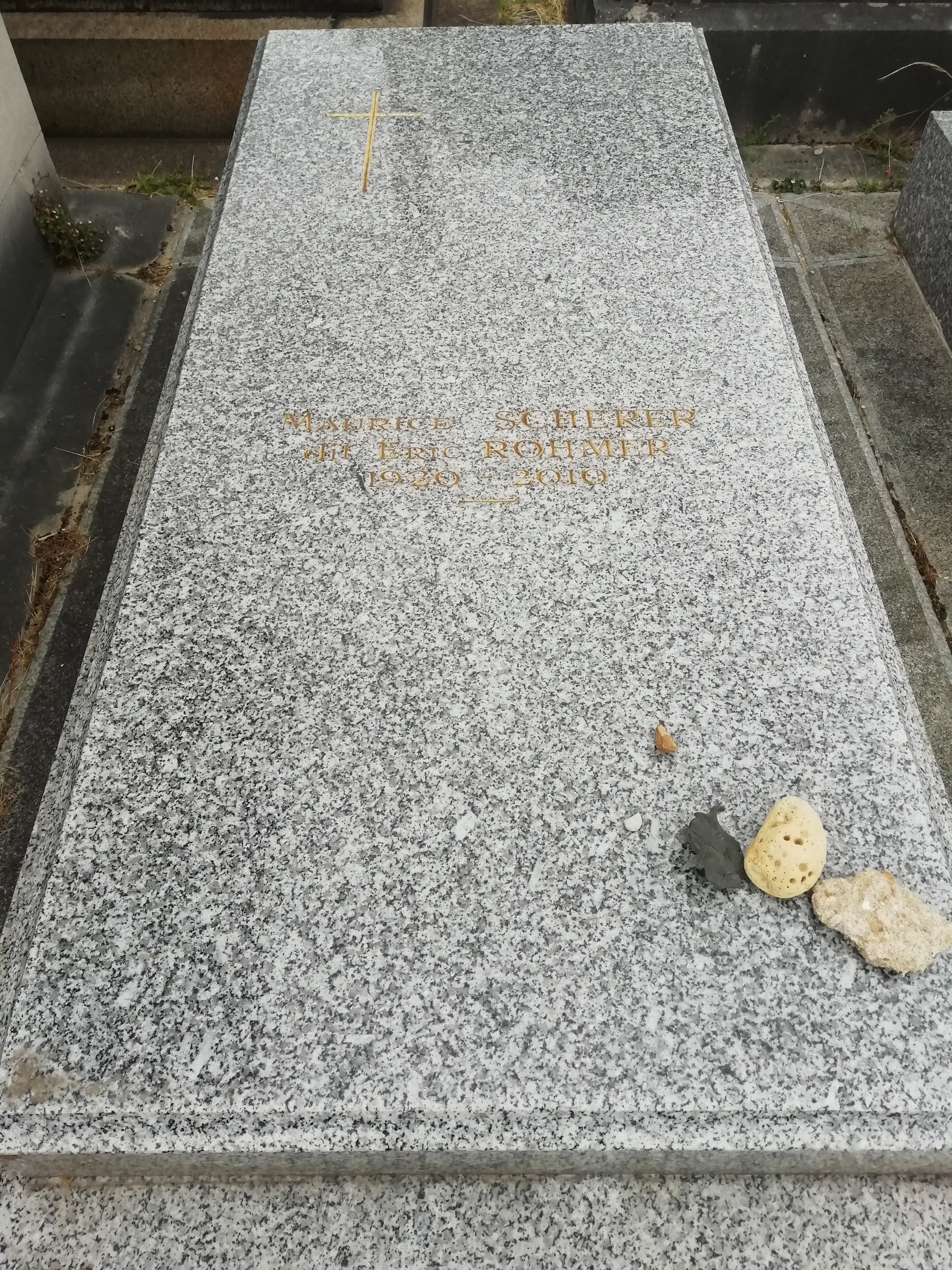
Tombe d'Éric Rohmer au cimetière du Montparnasse (division 13).

Éric Rohmer meurt à l'âge de 89 ans le 11 janvier 2010 dans le 13e arrondissement de Paris. Ses obsèques ont lieu dans la matinée du 19 janvier en l'église Saint-Étienne du Mont, suivies de son inhumation dans la 13e division du cimetière du Montparnasse, où une plaque au seul nom de « Maurice Schérer » est posée sur sa tombe dans un premier temps.
De nombreuses personnalités du cinéma lui rendent hommage et assistent à ses funérailles, notamment Arielle Dombasle et Fabrice Luchini, qu'il a fait jouer dans de nombreux films.
Le 8 février 2010, un hommage lui est rendu à la Cinémathèque française en présence de Serge Toubiana, Frédéric Mitterrand, Jean Douchet et Barbet Schroeder. À cette occasion, Jean-Luc Godard réalise un court métrage en son hommage. Conformément à sa volonté, ses archives ont été confiées à l'Institut mémoires de l'édition contemporaine,. Avant sa mort, il a confié un scénario intitulé Étoiles étoiles à sa collaboratrice Françoise Etchegaray,.

### Vie personnelle
Rohmer est toujours resté très discret sur sa vie privée. Il a même volontairement brouillé les pistes. Par exemple, dans un entretien au Film Quarterly en 1971, il avoue lui-même ne pas toujours indiquer la même date de naissance : « Ce que je dis le plus souvent — mais je n'en mettrais pas ma tête à couper — c'est que je suis né le 4 avril 1923 à Nancy. De temps en temps je donne d'autres dates mais si vous utilisez celle-là, vous serez sûrement en accord avec d'autres biographes,. »
D'après son biographe Antoine de Baecque, ce goût du secret de Rohmer est surtout lié à sa mère, morte en 1970, à qui il a toujours voulu cacher son métier de cinéaste.
Il a évité autant qu'il a pu les cérémonies et les festivals. Par exemple, en 1976, il refuse d'aller présenter La Marquise d'O… au festival de Cannes et justifie sa décision dans une lettre adressée aux responsables à la fois par sa timidité et par sa volonté de rester anonyme :

« Si je dois au public une œuvre faite à son adresse, si j’admets volontiers que, pour le prestige et le bien de la Culture, sa présentation puisse être entourée de quelque pompe, je n’en prétends pas moins rester jalousement maître de ma personne privée. J’aurais trop chèrement payé le succès auquel j'ai accédé depuis peu, si ce devait être au prix de cette liberté que tant d’années de lutte dans l’ombre m’ont rendue plus chère que tout. Je ne suis plus d’âge à me guérir d’une timidité devant les foules que je vous laisse le droit d’appeler maladive. »

Il a toutefois fait quelques exceptions à cette règle de conduite et a, par exemple, accepté de se rendre à la Mostra de Venise en 2001 pour recevoir un Lion d'or pour l'ensemble de sa carrière.
Le cinéaste faillit néanmoins entrer à l'Académie française, ce qui aurait fait de lui le second réalisateur à en faire partie, le premier ayant été René Clair. C'est l'anthropologue Claude Lévi-Strauss, grand admirateur de Rohmer qui aurait envisagé ce projet. Mais après avoir tâté la réaction de ses collègues, peu favorables, il y renonça. Marc Fumaroli aurait également fait campagne pour que Rohmer rejoigne « les Immortels ».
Pour les mêmes raisons, Rohmer a longtemps été hostile à l'idée de donner des interviews filmées. Ainsi André S. Labarthe a mis des années à le convaincre de lui consacrer une émission dans la série Cinéma de notre temps. De même, Serge Toubiana, réalisateur avec Michel Pascal d'un film sur François Truffaut intitulé François Truffaut : Portraits volés pour lequel il souhaitait recueillir le témoignage d'Éric Rohmer, a rencontré les mêmes difficultés pour obtenir son assentiment. Toubiana confirma ensuite cela et fit convaincre Rohmer que Truffaut avait un dossier sur lui dans les locaux des Films du Carrosse (c'était un scénario coécrit dans les années 1950, L'Église moderne).

#### Famille
On sait cependant qu'il est le frère du philosophe René Schérer ; qu'il a épousé le 22 août 1957, à Paramé[réf. nécessaire], Thérèse Barbet (morte à 93 ans en 2023) ; enfin qu'il est le père de deux enfants, Laurent Schérer et le journaliste René Monzat,,,.

## Analyse de son œuvre

### Méthode de travail
Conformément à la « politique des auteurs » qu'il a défendue en tant que critique de cinéma dans les années 1950, Éric Rohmer s'est toujours considéré comme un auteur qui a souhaité construire une œuvre cohérente. Ainsi, dans un entretien à la revue Séquences en 1971, il explique : « Je ne me considère pas comme un réalisateur mais comme un auteur de films. »

#### Économie des moyens
À la différence de nombreux autres cinéastes, Rohmer ne cherche pas à rencontrer un large public. Il considère que ses films ont un caractère intime et qu'ils n'ont pas vocation à plaire à une large audience. Partant de ce constat, il adapte le coût de ses films à leurs recettes potentielles. À la différence des autres protagonistes de la Nouvelle Vague, il n'a pas cherché à faire des films à gros budgets quand il en a eu la possibilité. Au contraire, il a toujours essayé de rester dans une économie proche de l'amateurisme. Par exemple, il a réalisé de nombreux films en 16 mm. Il travaille avec une équipe légère, sans assistant ni scripte. Dès 1952, alors qu'il tourne Les Petites Filles modèles, Rohmer craint que l'entourage de techniciens trop nombreux ralentisse le travail du réalisateur et le freine dans ses innovations et ses audaces. Il n'a dérogé à sa ligne de conduite que lorsque le projet l'exigeait. Ce fut notamment le cas pour Perceval le Gallois et L'Anglaise et le Duc,.
Même en tant que cinéaste reconnu, il continue d'accorder une grande importance au court métrage. Ainsi au milieu des années 1980, après le succès du Rayon vert, il tourne Quatre aventures de Reinette et Mirabelle et au milieu des années 1990, il tourne Les Rendez-vous de Paris.
Cette économie des moyens est aussi liée au désir de laisser la place à l'aléa lors des tournages. Dans l'entretien qu'il accorde aux Cahiers du cinéma en mai 1981, Rohmer dit : « Moi-même, j'ai peut-être aspiré vaguement au confort, comme tout le monde. Et en même temps, je n'ai pas voulu me laisser enfermer là-dedans. Dans tous les films que j'ai faits, l'aléatoire a de l'importance. » Par exemple, dans La Femme de l'aviateur, la pluie n'était pas prévue. Dans le même entretien il explique : « J'ai trouvé ça extraordinaire, parce que là, dans un film de fiction, c'était du cinéma de vérité absolue, du reportage fiction si vous voulez. »
Cette économie des moyens correspond aussi à un souci d'autonomie. Après l'échec du Signe du Lion en 1962, il décide de créer avec Barbet Schroeder une société de production, Les Films du Losange, puis au début des années 1980, la Compagnie Éric Rohmer.

#### Acteurs

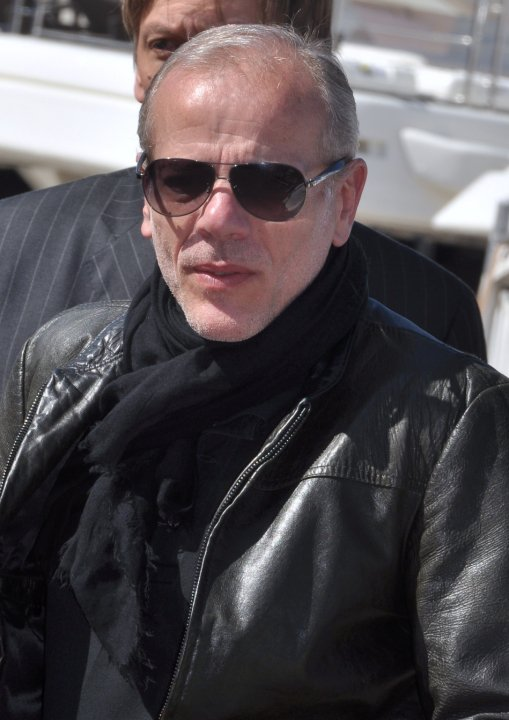
Pascal Greggory a tourné avec Rohmer dans Le Beau Mariage, Pauline à la plage (1983) et L'Arbre, le Maire et la Médiathèque (1993). Il a aussi joué avec lui au théâtre dans La Petite Catherine de Heilbronn (1979) et Le Trio en mi-bémol (1987).

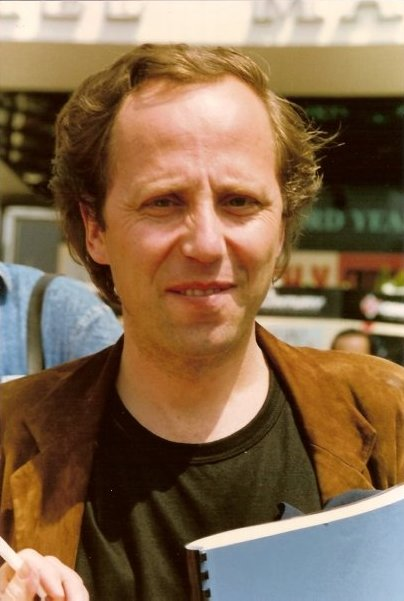
Fabrice Luchini a tourné avec Rohmer dans Le Genou de Claire (1970), Perceval le Gallois (1978), La Femme de l'aviateur (1980), Les Nuits de la pleine lune (1984), Quatre aventures de Reinette et Mirabelle (1987) et L'Arbre, le Maire et la Médiathèque (1993). À la mort d'Éric Rohmer, il a déclaré que Rohmer était l'homme qui avait le plus compté dans sa vie.

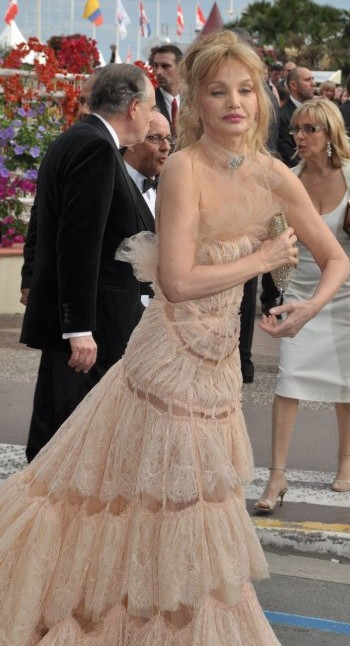
Arielle Dombasle a tourné avec Éric Rohmer dans Perceval le Gallois (1978), Le Beau Mariage (1981), Pauline à la plage (1982) et L'Arbre, le Maire et la Médiathèque (1993).

Même s'il a de temps en temps travaillé avec des comédiens célèbres comme Jean-Claude Brialy dans Le genou de Claire et Jean-Louis Trintignant dans Ma Nuit chez Maud, il a également souvent tourné ses films aux côtés d'acteurs peu connus du grand public, issus de la télévision ou du théâtre et même des acteurs amateurs. Dans un entretien aux Inrockuptibles en 1998, il explique pourquoi il joue peu avec des acteurs célèbres : « Je ne trouve plus d'acteurs qui aient à la fois une grande prestance et un grand charme auprès d'un grand public, comme pouvaient en avoir Trintignant ou Brialy, et qui soient capables d'imposer leur personnalité à des personnages sans les détruire et sans les assimiler à eux-mêmes. Je dois donc chercher mes acteurs au théâtre ou à la télévision. »
Éric Rohmer a ainsi découvert de nombreux acteurs et actrices au cours de sa carrière parmi lesquels Fabrice Luchini, Arielle Dombasle, Pascal Greggory, Marie Rivière, Rosette, Serge Renko, Béatrice Romand et Pascale Ogier.
Il accorde une importance primordiale à l'intelligibilité des dialogues et cherche toujours des acteurs qui articulent bien.
Le style de jeu des acteurs de Rohmer est très particulier. Arielle Dombasle explique que ses films sont toujours écrits à la virgule près et qu'en même temps les « acteurs ont toujours l'air d'inventer leur texte. » Cette impression provient aussi de l'écriture des dialogues. Dans la revue Séquences, le critique Maurice Elia parle à leur propos d'« une sorte de spontanéité au second degré. »
Les différents témoignages montrent qu'en général Rohmer travaille plusieurs mois à l'avance le texte avec les acteurs et le réécrit partiellement en fonction de la personnalité et du langage des interprètes, de sorte qu'il est à la fois très écrit et dit avec un certain naturel,,,. Pour Le Rayon Vert, les acteurs sont ainsi crédités comme auteurs des dialogues. De même, Emmanuelle Chaulet, actrice dans L'Ami de mon amie, explique que son personnage a été construit après de longues conversations qu'elle a eues avec le cinéaste au cours des deux années qui ont précédé le tournage. François-Éric Gendron, qui joue dans L'Ami de mon amie, explique que pour obtenir l'impression de spontanéité et d'improvisation recherchée par Rohmer, l'acteur doit justement connaître son texte sur le bout des doigts.
En revanche, sur le tournage lui-même, il semble que Rohmer soit assez peu directif. Fabrice Luchini explique qu'il ne donnait généralement aucune indication de jeu aux acteurs. Emmanuelle Chaulet explique la même chose : « On répète énormément avant, et quand on arrive sur le tournage il donne uniquement des indications de déplacement et ne parle plus du tout du jeu ni de psychologie. » Dans un entretien donné au journal Libération après la sortie de Pauline à la plage, Rohmer explique lui-même qu'il « aime faire appel à l'intelligence de l'acteur » et « faire confiance à un mouvement naturel des choses, sans trop essayer d’intervenir ».

#### Écriture du film
La majorité des scénarios de Rohmer proviennent d'histoires qu'il a écrites dans sa jeunesse dans des carnets.
Il est important pour Rohmer que le film existe d'abord sous une forme littéraire. Il dit qu'il a besoin de se considérer comme l'« adaptateur » de sa propre œuvre. Cela signifie que les dialogues, le texte, est écrit avant d'envisager la mise en scène. Par exemple, Ma Nuit chez Maud a été écrit deux ans avant le tournage et La Femme de l'aviateur a été écrit sans penser aux lieux de tournage.

#### Tournage
À l'exception de certains projets spécifiques comme Perceval, Rohmer aime tourner en extérieur. Cela est lié à son désir de laisser place à l'aléa lors des tournages. En général, il engage très peu de figurants et filme les gens tels qu'ils sont dans la rue. Par exemple, dans La Femme de l'aviateur, il n'y a pas de figurants dans les scènes qui se déroulent aux Buttes-Chaumont ou dans les scènes qui se déroulent à la gare de l'Est. Cette méthode suppose aussi de tourner avec de petites équipes et du matériel peu encombrant. La Femme de l'aviateur est ainsi tourné avec une caméra 16 mm.

#### Représentation de l'espace
Éric Rohmer prête une grande attention à la perception de l'espace dans ses films. Cette attention se manifeste dès son premier article critique publié dans La Revue du cinéma en 1948 et intitulé « Du cinéma, art de l'espace ».
Il oppose ainsi le cinéma au théâtre. Alors qu'au théâtre, toute la mise en scène se concentre sur l'espace scénique, la mise en scène de cinéma se déploie sur un lieu réel qui déborde le cadre. Dans un entretien aux Inrockuptibles après la sortie de Conte d'automne, il explique qu'il cherche à faire partager au spectateur l'espace réel dans lequel se situe l'action du film : « Je cherche à ce que le spectateur ait une idée de l'espace dans lequel se déroule l'histoire, et c'est très difficile. »
Ainsi ses films sont toujours fortement ancrés dans un lieu précis. Rohmer indique toujours les lieux de l'intrigue avec une grande précision, soit en nommant les rues, soit en filmant en gros plan les panneaux indiquant le nom de la rue ou de la ville. Par exemple, au début de La Boulangère de Monceau, le narrateur décrit avec précision les lieux dans lesquels se déroule l'action du film.
Dans le film à sketches Paris vu par…, qui comprend des courts métrages de Jean-Luc Godard, Claude Chabrol, Jean Rouch, Jean-Daniel Pollet et Jean Douchet, Luc Moullet remarque que Rohmer est le seul à utiliser dans son film la spécificité du lieu qu'il filme. Les autres courts métrages auraient pu être filmés ailleurs qu'à Paris, alors que dans Place de l’Étoile, Rohmer, qui connaît bien le lieu puisque la rédaction des Cahiers se situe juste à côté, joue sur la synchronisation des feux rouges au sein même de son film.
Rohmer filme souvent les déplacements de ses personnages. Si un personnage va d'un endroit à un autre, on a généralement un plan montrant son déplacement. Ainsi, le spectateur prend conscience de l'espace dans lequel se situent les personnages.

#### Musique
Il y a généralement très peu de musique dans l’œuvre de Rohmer. Il n'aime pas l'utilisation de la musique qui est faite dans les films à l'exception de ceux de Jean-Luc Godard et de Marguerite Duras. Il considère la musique extradiégétique, ou musique de fosse, comme une facilité destinée à compléter ce que le réalisateur n'a pas su exprimer avec des images. En revanche, il arrive que Rohmer utilise une musique d'écran. Dans l'émission Preuves à l'appui, Rohmer explique que pour lui, lorsqu'il y a des dialogues, il faut les entendre pleinement, sans musique de fond, et que lorsqu'il n'y a pas de dialogues, les « bruits de la nature » sont intéressants en eux-mêmes. Il en conclut qu'il n'y a généralement pas de place pour la musique dans un film.
Rohmer fait toutefois quelques exceptions dans son œuvre. Le début de la rêverie de Frédéric dans L'Amour l'après-midi est accompagné d'une légère musique. À la fin de La Femme de l'aviateur, on entend la chanson Paris m'a séduit chantée par Arielle Dombasle. À la fin du Rayon vert, l'apparition du photométéore est accompagnée d'une composition sonore de Jean-Louis Valero. La première séquence du Conte d'hiver est accompagnée d'une musique de fond au piano. On trouve aussi de la musique d'écran, qui appartient à l'espace représenté, dans certaines scènes de danse (Les Nuits de la pleine lune, Pauline à la plage), lorsque le personnage met un disque (Le Signe du lion) ou encore quand le personnage joue lui-même de la musique (Gaspard dans Conte d'été),.
Les musiques de film dans les films de Rohmer sont créditées au nom de Jean-Louis Valero ou de Sébastien Erms. Sébastien Erms est en réalité un pseudonyme. Le E et le R sont les initiales d'Éric Rohmer et le M et le S correspondent aux initiales de Mary Stephen. La chanson Paris m'a séduit et la musique du prologue de Conte d'hiver est attribuée à Sébastien Erms. C'est en fait une idée de Rohmer développée par Mary Stephen. De même, la musique de Conte d'été est en fait un thème suggéré par Rohmer puis développé par Mary Stephen et Melvil Poupaud.
Jean-Louis Valero a composé Slow bel oiseau des îles, le slow qui passe au dancing et que Pauline et son ami vont écouter dans Pauline à la plage. Pour Le Rayon vert, Rohmer a exceptionnellement demandé à Valero une « vraie musique de film ». Pour Quatre aventure de Reinette et Mirabelle, il est revenu à ses principes sur la musique et a simplement demandé une musique très simple pour le générique. Valero a composé une musique très simple qui dit le titre en code Morse et enfin il a composé le Montmorency Blues pour le Conte de printemps.

#### Prise de son
Rohmer accorde une grande importance au réalisme des sons. Pour lui les sons ne sont pas des effets mais sont là pour reconstituer une ambiance. Il travaille la plupart du temps en son direct.

### Filmer la parole
Dans l'un de ses premiers articles, intitulé « Pour un cinéma parlant », Éric Rohmer déplore que le cinéma, bien qu'il soit devenu parlant depuis 1930, n'accorde en général qu'une place secondaire aux dialogues. Pour lui, le cinéma parlant tel qu'il est pratiqué au moment où il rédige l'article n'est en réalité qu'un « cinéma sonore ».
Ses films accordent généralement une place importante aux dialogues et à la parole. Ses détracteurs qualifient ses films de « films bavards ». Le critique François-Guillaume Lorrain considère que « Rohmer est l'homme qui a su le mieux filmer les mots, leur pouvoir, leur érotisme. » Pour le critique de cinéma Michel Mourlet, « les films de Rohmer sont les seuls à envisager le dialogue comme le sujet même de leur mise en scène et non pas comme le complément de l'action ».
Certains détracteurs jugent que Rohmer accorde plus d'importance au texte (aux dialogues) qu'à la mise en scène et qualifient alors son cinéma de « littéraire ». Rohmer affirme chercher à filmer la parole : « Pour moi, il y a plus de mise en scène cinématographique lorsque je fais parler des gens que si je montre quelqu'un qui tire un coup de pistolet ou qui joue à James Bond. »

### Personnages
Jean-François Pigouillé distingue deux types de personnages rohmériens, ceux qui sont orgueilleux et qui s'illusionnent sur eux-mêmes, comme Jean-Louis dans Ma Nuit chez Maud, Sabine dans Le Beau Mariage ou Philippe-Égalité dans L'Anglaise et le Duc et ceux qui font confiance à la grâce ou à la Providence comme Félicie dans Le Conte d'hiver. Le personnage de Félicie est en quelque sorte récompensé de son humilité et de sa foi par la ré-apparition finale de Charles.
Les personnages de Rohmer ont toujours une position sociale clairement déterminée. On connaît en général leur profession. Cette information passe la plupart du temps par le dialogue plutôt que par la situation puisqu'il est très rare que Rohmer filme un personnage dans l'exercice de son métier.

### Rohmer et l'Histoire
Les films de Rohmer sont majoritairement contemporains. Les films historiques, La Marquise d'O, Perceval, L'Anglaise et le duc, Les Amours d'Astrées et Céladon, sont tous des adaptations d'œuvres littéraires. Rohmer le justifie par un souci de réalité : « Je serais incapable d'écrire quelque chose qui se passe dans le passé. J'ai trop le souci de la réalité pour essayer moi-même d'écrire, de faire dire ne serait-ce qu'un mot à quelqu'un qui n'est pas mon contemporain : j'ai besoin d'un texte. Par conséquent, si je fais des choses qui ne sont pas contemporaines, soit au cinéma, soit au théâtre (parce que le théâtre, ça m'amuserait d'en faire encore), ce seront des textes qui ne sont pas de moi ».

### Représentation du couple
Dans un article publié en 2007, le sociologue et démographe Michel Bozon, spécialiste de la sociologie du couple, analyse l'évolution de la représentation du couple dans l’œuvre d’Éric Rohmer. Il remarque que si, dans la série des Six contes moraux le thème du mariage est omniprésent, il a quasiment disparu de celle des Comédies et proverbes. Il constate aussi dans ce dernier cycle une plus grande autonomie des femmes, en phase selon lui avec l'évolution de la société. Alors que les Contes moraux sont filmés du point de vue de l'homme, la série Comédies et proverbes prend toujours le point de vue d'une femme. Enfin, alors que dans les Contes moraux, les personnages cherchent à agir au nom de grands principes, les personnages du cycle Comédies et proverbes bricolent leurs règles de conduite en s'adaptant aux situations concrètes. Dans la troisième série de films, les Contes des quatre saisons, Michel Bozon remarque un élargissement de l'éventail des personnages concernés par les rencontres amoureuses. Le personnage principal de Conte d'automne par exemple a quarante ou cinquante ans.

### Rohmer et Marivaux

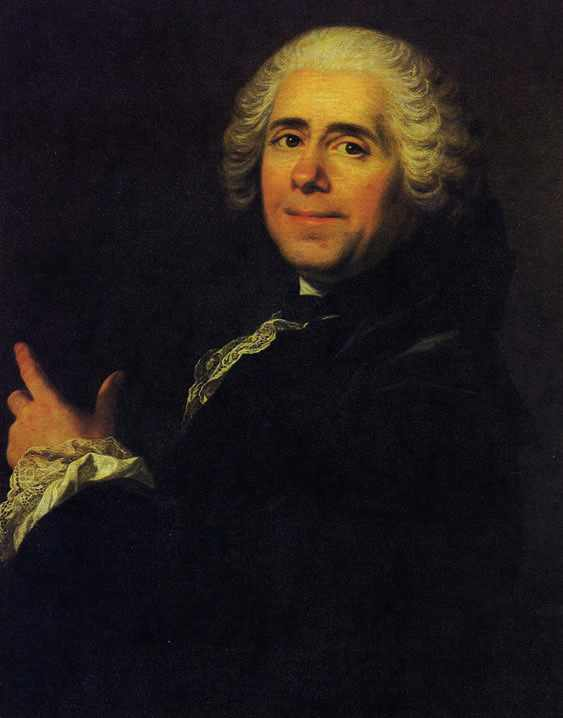
L'œuvre de Rohmer est souvent rapprochée de celle de Marivaux.

L'œuvre de Rohmer est souvent comparée à l'œuvre de Marivaux. Ainsi dans Le Point, François-Guillaume Lorrain le qualifie de « Marivaux du septième art français ». Le titre de l'ouvrage de Michel Serceau consacré à Rohmer Les jeux de l'amour, du hasard et du discours est lui-même une référence à une célèbre pièce de Marivaux Le Jeu de l'amour et du hasard. On qualifie souvent ses intrigues de « marivaudages » parce que ses personnages donnent l'impression de jouer et de se prendre au jeu de la séduction, comme dans les pièces de Marivaux. Pourtant, dans l'émission de télévision Preuves à l'appui, Rohmer explique qu'il n'apprécie pas particulièrement le théâtre de Marivaux,.

### Rohmer et Pascal

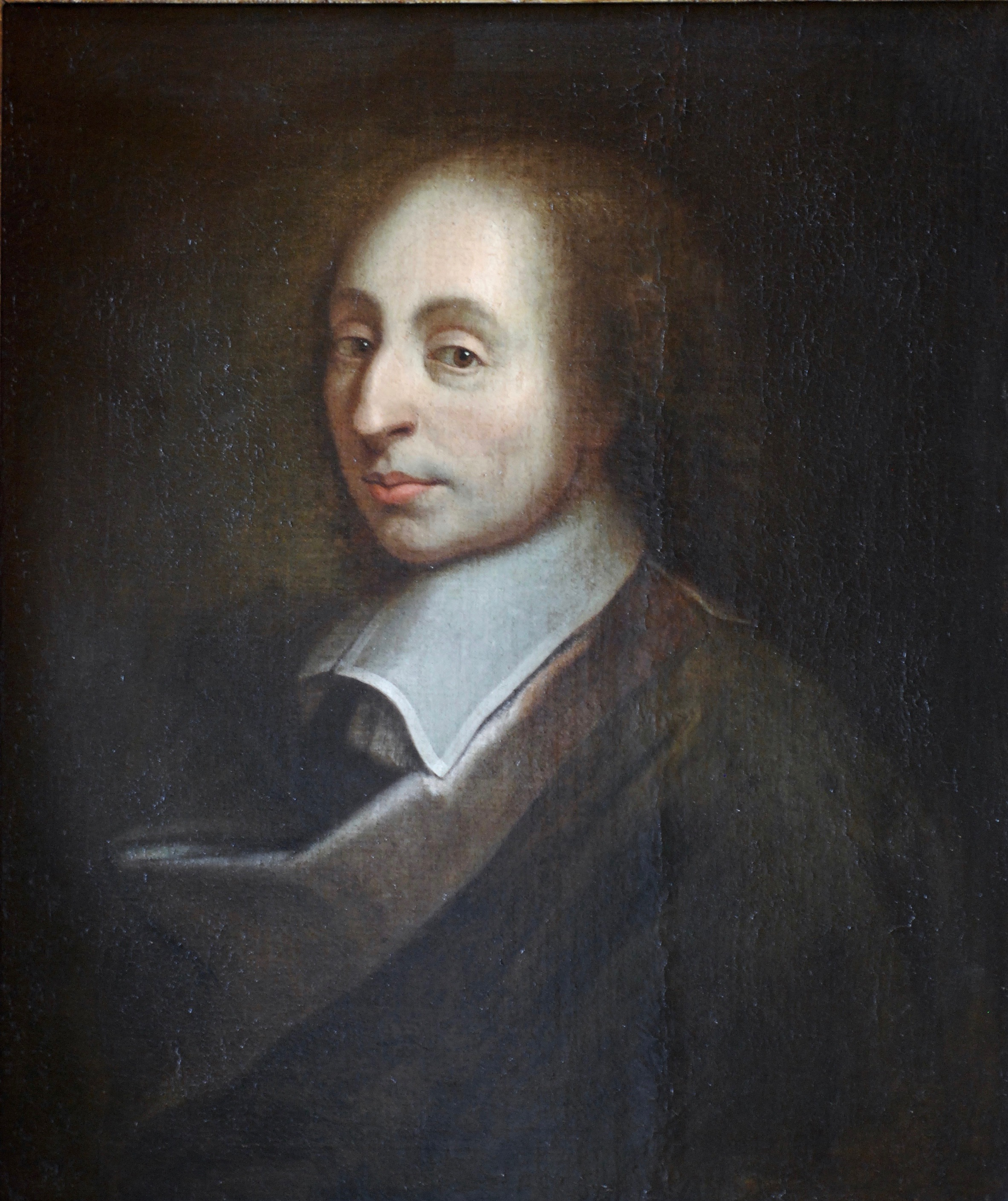
Éric Rohmer a souvent fait référence à Blaise Pascal dans son œuvre. Après L'entretien sur Pascal dans laquelle la vision du philosophe Brice Parain s'oppose à celle moins pascalienne du père Dubarle, Rohmer reprend le thème du pari pour le transposer non plus au choix de la religion contre le monde mais au choix de son conjoint dans Ma nuit chez Maud (1969) et dans le Conte d'hiver.

Dès 1965, Rohmer réalise pour la télévision Entretien sur Pascal avec le philosophe Brice Parain et le père Dubarle. Pascal est aussi explicitement mentionné dans Ma nuit chez Maud et dans Conte d'hiver. Dans le premier film, la référence au philosophe, auteur des Pensées, est omniprésente. Le film se situe à Clermont-Ferrand, ville natale de Blaise Pascal. C'est aussi la ville où le philosophe et savant fit réaliser par son beau-frère une expérience scientifique décisive qui faisait apparaître l'existence d'une pression atmosphérique. On y trouve deux conversations directes sur lui, la première dans un café entre Vidal et Jean-Louis, dans laquelle Jean-Louis, le catholique, exprime sa déception à la relecture de Pascal tandis que Vidal, le communiste, applique le pari du philosophe à sa propre situation de communiste qui doit parier sur le fait que l'histoire ait un sens. La seconde conversation a lieu chez Maud. Jean-Louis exprime son refus de choisir entre Dieu et les plaisirs quotidiens, symbolisés par le vin de Chanturgue, alors que Vidal voit en Pascal la mauvaise conscience de Jean-Louis qui refuse de choisir alors qu'il doit choisir. Dans Conte d'hiver, Loïc compare le choix de Félicie d'être fidèle à son amour perdu, Charles, au pari de Pascal. Indépendamment de ces références explicites, les thèmes du choix et du hasard sont omniprésents dans l’œuvre de Rohmer.

### Rohmer et la Nouvelle Vague
Avec Claude Chabrol, Jean-Luc Godard, Jacques Rivette et François Truffaut, Rohmer fait partie du groupe de la Nouvelle Vague, dit aussi groupe des Cahiers du cinéma. La Nouvelle Vague n'est pas une école, au sens où les films de ces cinéastes sont tous très différents et n'obéissent pas à des principes esthétiques communs. Ces cinéastes ont en commun d'être venus au cinéma par la critique et d'être devenus réalisateurs sans avoir fait une école de cinéma ou avoir été l'assistant d'un autre réalisateur. Rohmer juge que cela leur a donné une certaine liberté et il considère que leurs films sont moins « scolaires » que les autres films. Ils ont aussi en commun des références cinématographiques et littéraires. Au cinéma, ils ont tous partagé une admiration pour Alfred Hitchcock et Howard Hawks. En littérature, ils avaient tous une admiration pour Balzac et Dashiell Hammett.

### Rohmer et Bazin
Intellectuellement, Rohmer est proche d'André Bazin. Il a travaillé avec lui aux Cahiers du cinéma et le considère comme son professeur et son ami. Il reprend aussi la conception du cinéma de Bazin fondée sur l'opposition entre ceux qui comme Eisenstein et Gance croient d'abord à l'image et ceux qui comme Flaherty, Stroheim ou Murnau croient d'abord à la réalité.

### Points de vue critiques
Jacques Lourcelles, dans son Dictionnaire des films, est particulièrement critique à l'égard des films de Rohmer. Il décrit la série Comédies et proverbes comme « peuplée comme le reste de l'œuvre de Rohmer de midinettes et de Marie-Chantal plus ou moins esseulées, bavardes, nombrilistes ». Il condamne dans ses films « deux excès également haïssables : le texte trop écrit, logorrhée rhétorique… et le texte trop improvisé… hérité des expériences du cinéma vérité des années 1960 ». Ces artifices théoriques auraient, selon lui, pour conséquence des films « criant de fausseté ».

## Héritage

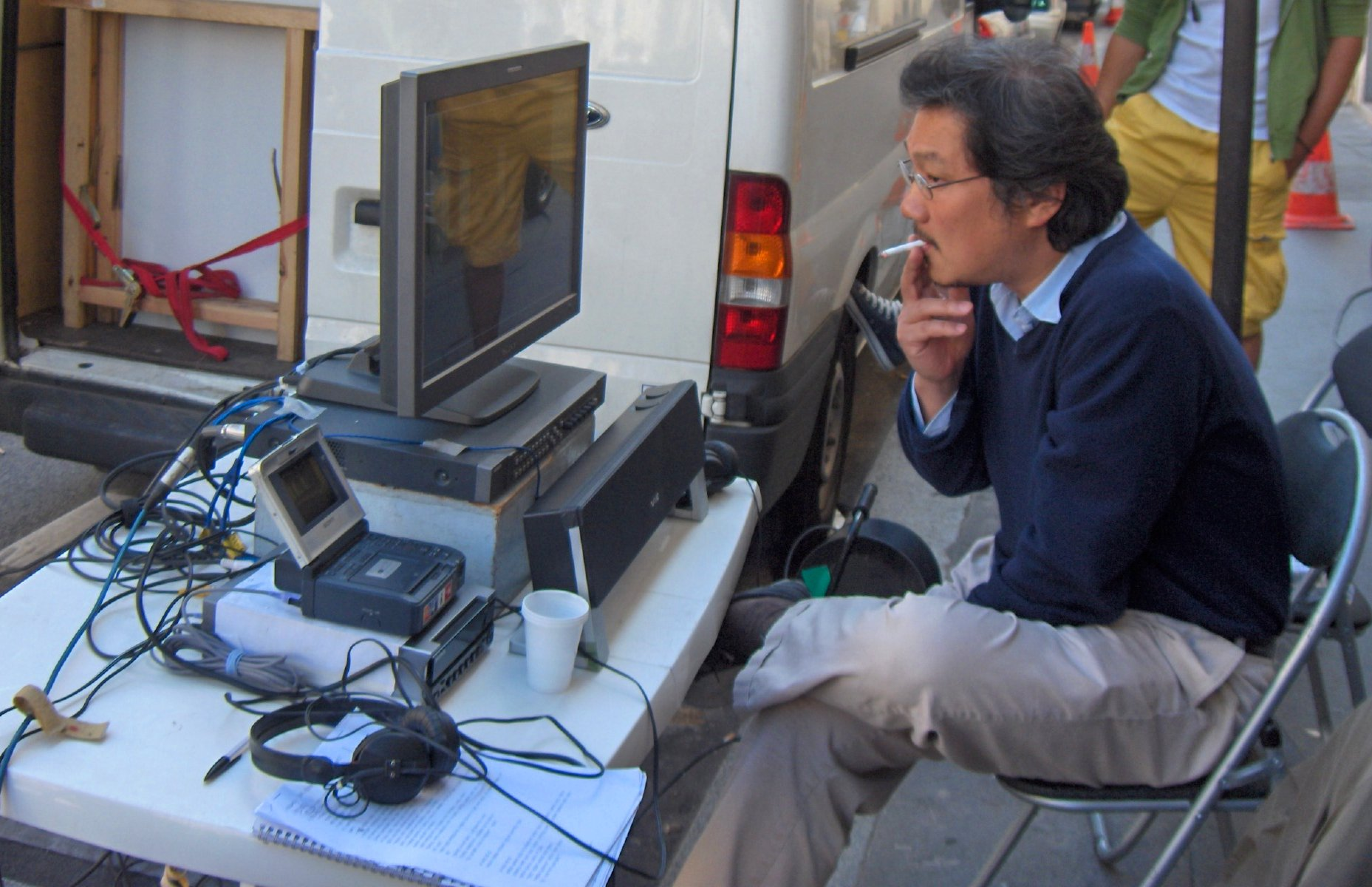
Le cinéaste coréen Hong Sang-soo revendique l'héritage d'Éric Rohmer.

L’œuvre de Rohmer est reconnue comme une œuvre à part. Sa productrice à la Compagnie Éric Rohmer, Françoise Etchegaray, ne lui voit pas de descendance. Néanmoins, certains cinéastes sont souvent qualifiés de « rohmériens » par la critique cinématographique. C'est par exemple le cas du cinéaste coréen Hong Sang-soo.
Pour Jean-François Rauger, critique au journal Le Monde, la manière de Hong Sang-soo « de capter la persistance d'une forme de mauvaise foi chez les personnages du film fait du réalisateur coréen le seul héritier indiscutable d'Éric Rohmer ». Hong Sang-soo revendique lui-même clairement l'influence de Rohmer. C'est aussi le cas de la réalisatrice Mia Hansen Løve notamment lors de la promotion d'un film comme L'avenir. De même, l'œuvre d'Emmanuel Mouret est aussi souvent considérée comme proche de celle de Rohmer,. Le moyen métrage Un monde sans femmes (2012) de Guillaume Brac a été comparé par un grand nombre de critiques à un film de Rohmer,,, et le long métrage espagnol La Amiga de mi amiga de Zaida Carmona qui s'inscrit aussi dans cette filiation est une référence directe au film L'amie de mon amie. 
Le film Maestro, réalisé par Léa Fazer et sorti en 2014, est un hommage direct à Éric Rohmer et à son univers. Il s'agissait à l'origine d'un projet de l'acteur Jocelyn Quivrin à qui l'idée avait été inspirée par son expérience sur Les Amours d'Astrée et de Céladon : Michael Lonsdale y interprète le rôle du réalisateur Cédric Rovère et l'histoire se déroule sur le tournage d'un film inspiré de L'Astrée. Maestro est dédié à Éric Rohmer et à Jocelyn Quivrin, décédés à quelques mois d'intervalle.
Dans son premier album, Clio (2016), la chanteuse Clio rend hommage à Éric Rohmer avec la chanson Éric Rohmer est mort, en duo avec Fabrice Luchini.

## Filmographie
Filmographie exhaustive.

### Réalisateur

#### Courts métrages
- 1950 : Journal d'un scélérat
- 1951 : Présentation ou Charlotte et son steak
- 1952 : Les Petites Filles modèles (inachevé)
- 1954 : Bérénice
- 1956 : La Sonate à Kreutzer
- 1958 : Véronique et son cancre
- 1962 : La Boulangère de Monceau (premier des Six contes moraux)
- 1963 : La Carrière de Suzanne (deuxième des Six contes moraux)
- 1964 : Nadja à Paris
- 1964 : Les Métamorphoses du paysage
- 1965 : Place de l'Étoile pour le film collectif Paris vu par…
- 1966 : Une étudiante d'aujourd'hui, 12 minutes
- 1968 : Fermière à Montfaucon, 13 minutes

#### Longs métrages
- 1959 : Le Signe du Lion
- 1962-1972 : Six contes moraux : 
  1. 1962 : La Boulangère de Monceau (voir courts métrages)
  2. 1963 : La Carrière de Suzanne (voir courts métrages)
  3. 1967 : La Collectionneuse
  4. 1969 : Ma nuit chez Maud
  5. 1970 : Le Genou de Claire
  6. 1972 : L'Amour l'après-midi
- 1976 : La Marquise d'O…
- 1978 : Perceval le Gallois
- 1981-1987 : Comédies et proverbes :
  1. 1981 : La Femme de l'aviateur ou On ne saurait penser à rien, antithèse de l'œuvre de Musset On ne saurait penser à tout
  2. 1982 : Le Beau Mariage ou Quel esprit ne bat la campagne qui ne fait château en Espagne de La Fontaine
  3. 1983 : Pauline à la plage ou Qui trop parole, il se mesfait de Chrétien de Troyes
  4. 1984 : Les Nuits de la pleine lune ou Qui a deux femmes perd son âme, qui a deux maisons perd sa raison, proverbe de la province de Champagne
  5. 1986 : Le Rayon vert ou Que le temps vienne où les cœurs s'éprennent, vers extraits du poème Chanson de la plus haute tour d'Arthur Rimbaud
  6. 1987 : L'Ami de mon amie, proverbe Les amis de mes amis sont mes amis
- 1987 : Quatre aventures de Reinette et Mirabelle
- 1990-1998 : Contes des quatre saisons :
  1. 1990 : Conte de printemps
  2. 1992 : Conte d'hiver
  3. 1996 : Conte d'été
  4. 1998 : Conte d'automne
- 1993 : L'Arbre, le Maire et la Médiathèque
- 1995 : Les Rendez-vous de Paris
- 2001 : L'Anglaise et le Duc
- 2004 : Triple Agent
- 2007 : Les Amours d'Astrée et de Céladon

#### Téléfilms
- 1980 : Catherine de Heilbronn (captation théâtrale)
- 1989 : Les Jeux de société

#### Documentaires
- 1964 : Les Cabinets de physique : la vie de société au XVIIIe siècle
- 1964 : Les Métamorphoses du paysage : l'ère industrielle
- 1965 : Perceval ou le conte du Graal
- 1965 : Don Quichotte de Cervantès (23 minutes)
- 1965 : Les Histoires extraordinaires d'Edgar Poe avec Antoine Vitez
- 1965 : Les Caractères de La Bruyère
- 1965 : Entretien sur Pascal avec Brice Parain et le père Dubarle
- 1965 : Carl Th. Dreyer
- 1966 : Victor Hugo : les Contemplations
- 1966 : Le Celluloïd et le Marbre dans la série « Cinéastes de notre temps » produite par Janine Bazin et André S. Labarthe
- 1966 : Stéphane Mallarmé
- 1966 : Nancy au XVIIIe siècle
- 1968 : Louis Lumière avec Jean Renoir et Henri Langlois
- 1968 : Fermière à Montfaucon
- 1969 : Victor Hugo architecte
- 1969 : Le Béton dans la ville
- 1975 : Villes nouvelles :
  1. Enfance d'une ville
  2. La Diversité du paysage urbain
  3. La Forme d'une ville
  4. Le Logement à la demande

#### Clip
- 1987 : Bois ton café de Rosette
- 1989 : Amour symphonique d'Arielle Dombasle

### Producteur / Contributeur à la réalisation
Série Anniversaires
- 1993 : L'Anniversaire de Paula réalisé par Haydée Caillot, 12 minutes
- 1996 : France réalisé par Diane Baratier, 17 minutes
- 1996 : Des goûts et des couleurs réalisé par Anne-Sophie Rouvillois, 21 minutes
- 1997 : Heurts divers réalisé par François et Florence Rauscher, 24 minutes
- 1998 : Les Amis de Ninon réalisé par Rosette, 25 minutes

Série Le Modèle
- 1998 : Un dentiste exemplaire, réalisé et scénarisé par Éric Rohmer, Aurélia Alcaïs, Haydée Caillot et Stéphane Pioffet, 12 minutes
- 1999 : Une histoire qui se dessine, réalisé par Éric Rohmer et Rosette, 10 minutes
- 1999 : La Cambrure réalisé par Edwige Shaki et Éric Rohmer, 16 minutes
- 2005 : Le Canapé rouge, réalisé par Marie Rivière et Éric Rohmer, 23 minutes
- 2008 : Le Nu à la terrasse, réalisé par Éric Rohmer d’après une idée de Joëlle Miquel, 25 minutes
- 2009 : La Proposition, réalisé par Éric Rohmer et Anne-Sophie Rouvillois d’après une idée de Sybille Chevrier, 15 minutes

### Scénariste (outre ses propres films)
- 1958 : Tous les garçons s'appellent Patrick ou Charlotte et Véronique de Jean-Luc Godard

### Acteur
- 1966 : Brigitte et Brigitte de Luc Moullet : le professeur Schérer
- 1971 : Out 1 : Noli me tangere de Jacques Rivette : le balzacien
- 1976 : La Marquise d'O… de lui-même : un officier russe
- 1982 : Passage de la vierge de Haydée Caillot : le tueur de prostituées[169]
- 1982 : Chassé-croisé d'Arielle Dombasle
- 2009 : La Traversée du désir d'Arielle Dombasle : lui-même

## Théâtre
Mise en scène :
- 1979 : La Petite Catherine de Heilbronn de Heinrich von Kleist au théâtre des Amandiers à Nanterre.
- 1987 : Trio en mi-bémol de lui-même au théâtre du Rond-Point[170].

## Publications
- Gilbert Cordier, Élisabeth, Paris, Gallimard, coll. « NRF », 1946, 1re éd. Réédition en 2007 sous le titre La Maison d'Élisabeth (ISBN 978-2-07-078515-5).
- Éric Rohmer et Claude Chabrol, Hitchcock, Ramsay, coll. « Ramsay Poche Cinéma », 19 septembre 2006 (1re éd. 1957), 173 p. (ISBN 978-2-84114-827-1).
- André Bazin et Éric Rohmer (préf. François Truffaut), Charlie Chaplin, éditions du Cerf, 1972.
- Éric Rohmer, Six Contes moraux, Paris, L'Herne, 1974, 1re éd. Réédition 2003 (ISBN 978-2-85197-707-6).
- Éric Rohmer et Jean Narboni (dir.), Le Goût de la beauté, Cahiers du cinéma, coll. « Petite bibliothèque des cahiers du cinéma », 9 mars 2004 (1re éd. 1984), 272 p. (ISBN 978-2-86642-386-5). Recueil d'articles publiés par Éric Rohmer entre 1948 et 1979 sélectionnés par Jean Narboni. L'ouvrage est précédé d'un entretien entre Jean Narboni et Éric Rohmer.
- Éric Rohmer, Le Trio en mi bémol, Arles, Actes Sud, coll. « Théâtre », 1988, 1re éd. (ISBN 978-2-86943-123-2).
- Éric Rohmer, De Mozart en Beethoven : essai sur la notion de profondeur en musique, Arles, Actes Sud, 1998, 1re éd., 303 p. (ISBN 978-2-7427-1960-0).
- Éric Rohmer, Contes des quatre saisons, Paris, Cahiers du cinéma, coll. « Petite bibliothèque des cahiers du cinéma », 1998.
- Éric Rohmer, Comédies et proverbes, Paris, Cahiers du cinéma, coll. « Petite bibliothèque des cahiers du cinéma », 1999.
- Éric Rohmer, L'organisation de l'espace dans le Faust de Murnau, Cahiers du cinéma, coll. « Petite bibliothèque des cahiers du cinéma », 17 février 2000 (1re éd. 1977), 143 p. (ISBN 978-2-86642-257-8). Publication de sa thèse de troisième cycle.
- Éric Rohmer, Triple agent : scénario, Cahiers du cinéma, coll. « Petite bibliothèque des cahiers du cinéma », 9 mars 2004, 1re éd., 96 p. (ISBN 978-2-86642-387-2).
- Éric Rohmer, « L’Anglaise et le Duc, note d’intention », Trafic, no 75,‎ septembre 2010.
- Éric Rohmer, Noël Herpe et Philippe Fauvel, Le celluloïd et le marbre : suivi d'un entretien inédit avec Noël Herpe et Philippe Fauvel, Paris, Léo Scheer, 2010, 1re éd., 171 p. (ISBN 978-2-7561-0244-3). Entretien réalisé à Paris les 22, 28 et 29 octobre 2009.
- Éric Rohmer, Friponnes de porcelaine, Paris, Stock, coll. « La Bleue », 2014, 304 p. (ISBN 978-2-234-07631-0). Recueil de huit nouvelles rédigées par Éric Rohmer entre 1940 et 1950. Les textes ont été rassemblés par Antoine de Baecque et Noël Herpe à partir des archives déposées à l'IMEC.
- Éric Rohmer, Le Sel du présent : Chroniques de cinéma, Nantes/impr. en UE, Capricci, 2020, 512 p. (ISBN 979-10-239-0400-0).

### Découpages et dialogues de films
- La Collectionneuse, L'Avant-scène cinéma no 69, 1967.
- Ma nuit chez Maud, L'Avant-scène cinéma no 96, 1969.
- La Marquise d'O…, L'Avant-scène cinéma no 173, 1976.
- Perceval le Gallois, L'Avant-scène cinéma no 221, 1979.
- Le Beau mariage, L'Avant-scène cinéma no 293, 1982.
- Pauline à la plage, L'Avant-scène cinéma no 310, 1983.
- La Femme de l'aviateur et Les Nuits de la pleine lune, L'Avant-scène cinéma no 336, 1985.
- Conte de printemps, L'Avant-scène cinéma no 392, 1990.

### Autres publications
- Maurice Schérer, « Et si Tutela venait de Tulle ? », Bulletin de la Société des lettres, sciences et arts de la Corrèze, t. 109,‎ 2007-2008.

## Distinctions
- 1967 : Ours d'argent (Grand prix du jury) au 17e Festival de Berlin pour La Collectionneuse
- 1969 : Prix Méliès pour Ma nuit chez Maud
- 1970 : Prix Louis-Delluc pour Le Genou de Claire
- 1971 : Coquille d'or au 19e festival international du film de Saint-Sébastien pour Le Genou de Claire
- 1971 : Prix Méliès pour Le Genou de Claire
- 1976 : Grand prix spécial du jury au 29e Festival de Cannes pour La Marquise d'O…
- 1979 : Prix Méliès pour Perceval le Gallois
- 1983 : Prix Méliès pour Pauline à la plage
- 1983 : Ours d'argent du meilleur réalisateur au 33e Festival de Berlin pour Pauline à la plage
- 1984 : Prix Méliès pour Les Nuits de la pleine lune
- 1986 : Lion d'or à la 43e Mostra de Venise pour Le Rayon vert
- 2001 : Lion d'or à la 58e Mostra de Venise pour l'ensemble de sa carrière

## Box-office
En tant que réalisateur, Éric Rohmer n'a pas obtenu d'énormes succès au box-office. Seul le film Ma nuit chez Maud a dépassé la barre du million d'entrées en France.
| Film                                       | Budget      | France            | États-Unis  |
| ------------------------------------------ | ----------- | ----------------- | ----------- |
| Ma nuit chez Maud (1969)                   | NC          | 1 019 987 entrées | Pas sorti   |
| Le Genou de Claire (1970)                  | NC          | 636 013 entrées   | Pas sorti   |
| L'Amour l'après-midi (1972)                | NC          | 902 179 entrées   | Pas sorti   |
| Perceval le Gallois (1979)                 | NC          | 144 955 entrées   | Pas sorti   |
| Pauline à la plage (1983)                  | NC          | 322 928 entrées   | NC          |
| Les Nuits de la pleine lune (1984)         | NC          | 626 461 entrées   | Pas sorti   |
| Conte de printemps (1990)                  | NC          | 252 598 entrées   | Pas sorti   |
| Conte d'hiver (1992)                       | NC          | 210 166 entrées   | Pas sorti   |
| L'Arbre, le Maire et la Médiathèque (1993) | NC          | 177 767 entrées   | Pas sorti   |
| Les Rendez-vous de Paris (1995)            | 790 000 €   | 81 797 entrées    | Pas sorti   |
| Conte d'été (1996)                         | 2 000 000 € | 318 739 entrées   | Pas sorti   |
| Conte d'automne (1998)                     | 2 830 000 € | 373 316 entrées   | 2 205 339 € |
| L'Anglaise et le Duc (2001)                | 6 010 000 € | 247 657 entrées   | Pas sorti   |
| Triple Agent (2004)                        | NC          | 73 971 entrées    | Pas sorti   |
| Les Amours d'Astrée et de Céladon (2007)   | 2 174 464 € | 56 666 entrées    | Pas sorti   |

- Sources : JPBox-Office.com[171].
- Légendes : Budget (entre 1 et 10 M€, entre 10 et 100 M€ et plus de 100 M€), France (entre 100 000 et 1 M d'entrées, entre 1 et 2 M d'entrées et plus de 2 M d'entrées) et États-Unis (entre 1 et 50 M$, entre 50 et 100 M$ et plus de 100 M$).

#### Ouvrages
- Marion Vidal, Les Contes moraux d’Éric Rohmer, Paris, L'Herminier, coll. « Cinéma permanent », 1977.
- Joël Magny, Éric Rohmer, Rivages, coll. « Rivages cinéma », 1985, 218 p. (ISBN 978-2-86930-035-4).
- Michel Estève (dir.) et René Prédal, Éric Rohmer, t. 1, Lettres modernes, coll. « Études cinématographiques », 1985, 1re éd.
- Michel Estève (dir.) et Stéphane Braunschweig, Éric Rohmer, t. 2, Lettres modernes, coll. « Études cinématographiques », 1986, 1re éd., 135 p.
- (en) C.G. Crisp, Eric Rohmer : Realist and Moralist, Bloomington, Indiana University Press, 1988.
- Carole Desbarats, Pauline à la plage, d’Éric Rohmer, Yellow Now, coll. « Long métrage », 1990, 144 p. (ISBN 978-2-87340-075-0).
- Pascal Bonitzer, Éric Rohmer, Cahiers du cinéma, coll. « Auteurs », 1991, 1re éd., 141 p. (ISBN 978-2-86642-116-8).
- Alain Hertay, Éric Rohmer : Comédies et proverbes, Liège, édition du Céfal, coll. « Grand écran petit écran », 1998, 154 p.
- Maria Tortajada, Le Spectateur séduit : le libertinage dans le cinéma d'Éric Rohmer et sa function dans une théorie de la représentation filmique, Paris, Kimé, 1999.
- Michel Serceau, Éric Rohmer : les jeux de l'amour, du hasard et du discours, Paris, Éditions du Cerf, coll. « Septième art », 2000, 166 p. (ISBN 2-204-06387-8).
- Philippe Molinier, Ma Nuit chez Maud d'Éric Rohmer, Paris, Atlande, 2001, 127 p.
- Noël Herpe (dir.), Rohmer et les autres, Rennes, Presses universitaires de Rennes, coll. « Le Spectaculaire », 2007, 1re éd., 307 p. (ISBN 978-2-7535-0409-7).
- (en) Derek Schilling, Éric Rohmer, Manchester University Press, coll. « French Film Directors », 2007, 240 p. (ISBN 978-0-7190-7235-2).
- Jean Cléder (dir.), Alain Bergala, Françoise Etchegaray, Amanda Langlet et Gilles Mouëllic, Éric Rohmer : Évidence et ambiguïté du cinéma, éditions Le Bord de l'eau, 2007, 144 p.
- Yannick Mouren (dir.), Didier Coureau, Suzanne Liandrat-Guigues, Joël Magny, Jean-Dominique Nuttens, René Prédal et Jean-Marie Samocki, Éric Rohmer : « Contes des quatre saisons » et « Tragédies de l'Histoire », t. 3, Paris-Caen, Lettres modernes Minard, coll. « Études cinématographiques », 2008, 168 p. (ISBN 978-2-256-91135-4).
- (en) Keith Tester, Éric Rohmer : Film as Theology, Basingstoke/New York, Palgrave McMillan, 2008, 184 p. (ISBN 978-1-4039-9659-6 et 1-4039-9659-8).
- Philippe Fauvel, Éric Rohmer, Conte d'été, centre images/CNC, coll. « Lycéens et apprentis au cinéma », 1er juillet 2011.
- Violaine Caminade de Schuytter, Éric Rohmer, corps et âme : L'intégrité retrouvée, Paris, L'Harmattan, 2011, 1re éd., 369 p. (ISBN 978-2-296-55492-4, lire en ligne).
- Martin Barnier et Pierre Beylot, Analyse d'une œuvre : Conte d'été, Éric Rohmer, 1996, Vrin, 2011.
- Carole Desbarats, Conte d'été, Éric Rohmer, Futuroscope, CNDP, coll. « Arts au singulier », 2012, 64 p. (ISBN 978-2-240-03263-8).
- Patrick Louguet (dir.), Rohmer ou le jeu des variations, Saint-Denis, Presses universitaires de Vincennes, coll. « Esthétiques hors cadre », 2012, 1re éd., 292 p. (ISBN 978-2-84292-347-1).
- (en) Jacob Leigh et Jason Leigh, The Cinema of Éric Rohmer : Irony, Imagination, and the Social World, Continuum, 2012, 392 p. (ISBN 978-1-4411-9831-0, lire en ligne).
- (en) Bert Cardullo (dir.), Interviews with Éric Rohmer, Chaplin Books, 2012, 264 p. (ISBN 978-0-9565595-5-5).
- Sylvie Robic (dir.) et Laurence Schifano (dir.), Rohmer en perspectives, Nanterre, Presses universitaires de Paris Ouest, coll. « L'Œil du cinéma », 2012, 314 p. (ISBN 978-2-84016-103-5, lire en ligne).
- Aïdée Caillot et Gianpaolo Pagni, Éric Rohmer : le conteur du cinéma, À dos d'âne, coll. « Des graines et des guides », 2013;
- Antoine de Baecque et Noël Herpe, Éric Rohmer, Paris, Stock, coll. « Biographie », 2014, 604 p. (ISBN 978-2-234-07561-0) Première biographie de Rohmer, réalisée à partir des archives déposées à l'IMEC.
- Hughes Moreau (dir.), Le Paradis français d'Éric Rohmer, Pierre-Guillaume de Roux, 2017
- Julie Wolkenstein, Les vacances, roman, Paris, P.O.L., 2017.
- Patrice Guillamaud, Le Charme et la sublimation. Essai sur le désir et la renonciation dans l'œuvre d'Eric Rohmer, Paris, éd. du Cerf, 2017  (ISBN 978-2-204-12247-4).
- Françoise Etchegaray, Contes des mille et un Rohmer, Exils, 2020.
- Rosette, Éric (l'ami Rohmer), Éditions de Paris, 2024.
- Victorien Daoût, Au travail avec Éric Rohmer - Entretiens avec ses collaborateurs, Capricci, 2024.

#### Articles
- Michel Mardore, « Rohmer, l'anti-Vadim », Le Nouvel Observateur,‎ 30 juin 1969 (lire en ligne).
- (en) C.G. Crisp, « The Ideology of Realism: Eric Rohmer: Celluloid and Marble and My Night with Maud », The Australian Journal of Screen Theory, vol. 2,‎ 1977, p. 3–32.
- (en) Guy Bedouelle, « Eric Rohmer: The Cinema’s Spiritual Destiny », Communio, vol. 6,‎ 1979, p. 271–81.
- Pascal Bonitzer et Serge Daney, « Entretien avec Éric Rohmer », Cahiers du cinéma, nos 323-324,‎ mai 1981, p. 28-41.
- Serge Toubiana, « Solitude et liberté d'un cinéaste », Le Débat, vol. 50, no 3,‎ 1988, p. 274 (ISSN 0246-2346, lire en ligne, consulté le 26 mars 2012). Entretien avec Éric Rohmer.
- (en) John Fawell, « Éric Rohmer's Oppressive Summers », The French Review, vol. 66, no 5,‎ avril 1993, p. 777-787 (lire en ligne, consulté le 6 avril 2012).
- Dossier spécial Cahiers du cinéma, no 588, mars 2004.
- François Thomas, « Rohmer 1952 : les Petites Filles modèles », Cinéma 09,‎ printemps 2005.
- Pierre Léon, « Rohmer éducateur », Cinéma 09,‎ printemps 2005.
- Laurent Mazliak, « Le héros et l'infini », Le Portique, no 1,‎ 16 mai 2005 (lire en ligne, consulté le 20 mai 2012).
- Dominique Borde, « Éric Rohmer, l'esthète du sentiment », Le Figaro,‎ 11 janvier 2010 (lire en ligne).
- Dossier spécial Cahiers du cinéma, no 653 février 2010.
- Numéro spécial Senses of cinema no 54, avril 2010, lire en ligne.
- Jean-Paul Fargier, « « À moi, conte, deux mots ». Rohmer, metteur en scène », Trafic, no 75,‎ septembre 2010.
- Sylvie Pierre, « L’Histoire Rohmer. De quelques questions qui en relèvent », Trafic, no 75,‎ septembre 2010.
- Philippe Fauvel, « Plans parisiens Regards de cinéastes », Critique, nos 757-758,‎ juin 2010, p. 579 à 592 (lire en ligne, consulté le 27 mars 2012).
- Dossier Rohmer, l'art du naturel dans la revue Positif, no 599, janvier 2011.
- Gilles Mouëllic, « Éric Rohmer et la direction d’acteurs : maîtriser l’improvisation », Positif, no 599,‎ janvier 2011, p. 101-104.
- Olivier Père, « Six contes moraux », Blog d'Olivier Père,‎ 2 avril 2012 (lire en ligne).
- Olivier Père, « Comédies et Proverbes », Blog d'Olivier Père,‎ 10 avril 2012 (lire en ligne).
- Philippe Fauvel, « Modèles et mots de lui. À propos des courts métrages de Rohmer et compagnie », Trafic, no 89,‎ printemps 2014.
- Marina Takami, « Musique pour un : Saguer, Bartók, Rohmer », Trafic, no 89,‎ printemps 2014.
- Marcos Uzal, « Le double assassinat d'Éric Rohmer », Trafic, no 89,‎ printemps 2014
- Jean-Pierre Pagliano et Robert Hammond: "Écriture et cinéma. Entretien avec Eric Rohmer (1980)", "Jeune Cinéma" no 396-397, octobre 2019.

### Films sur Éric Rohmer et son œuvre
- 1978 : En répétant Perceval de Jean Douchet, 30 minutes
- 1979 : Perceval le Gallois de Philippe Collin, 30 minutes
- 1994 :  Éric Rohmer : preuves à l'appui de André S. Labarthe et Jean Douchet pour la série « Cinéma de notre temps » sur Arte, deux parties de 52 minutes.
- 2000 : À propos du film d'Éric Rohmer « L'Anglaise et le Duc » de Françoise Etchegaray, 42 minutes, documentaire
- 2005 : Les Contes secrets ou les Rohmériens de Marie Binet, 90 minutes
- 2005 : La Fabrique du Conte d'été de Jean-André Fieschi et Françoise Etchegaray, 93 minutes
- 2010 : En compagnie d’Éric Rohmer (La Farandole) de Marie Rivière, 86 minutes, documentaire
- 2010 : Il y avait quoi (pour Éric Rohmer) de Jean-Luc Godard, court métrage de 3,5 minutes
- 2014 : Maestro de Léa Fazer, long métrage de fiction

### Chanson sur Éric Rohmer
- Éric Rohmer est mort, 2016. La chanteuse Clio l'interprète seule et aussi avec Fabrice Luchini.

### Rétrospectives
- Éric Rohmer, l'art de la fugue, rétrospective à la cinémathèque française du 17 mars au 2 mai 2004[172].
- Rétrospective Éric Rohmer au 38e festival international du film de La Rochelle en juillet 2010[147].
- "Eric Rohmer, Now!", Cinéma Xenix, Zürich, 01. 09 - 05.10.2016

### Colloques
- 2010 : Rohmer en perspectives, organisé par Laurence Schifano du 17 février au 9 juin 2010 à Paris[173].
- 2014 : Les archives Éric Rohmer : pour quelles recherches ?, organisée par le LASLAR (groupe de recherche des Lettres, Arts du Spectacle et Langues Romanes de l'Université de Caen) et l'IMEC, le 11 mars 2014 à Saint-Germain-la-Blanche-Herbe[174].